# Rencontres d'Arles

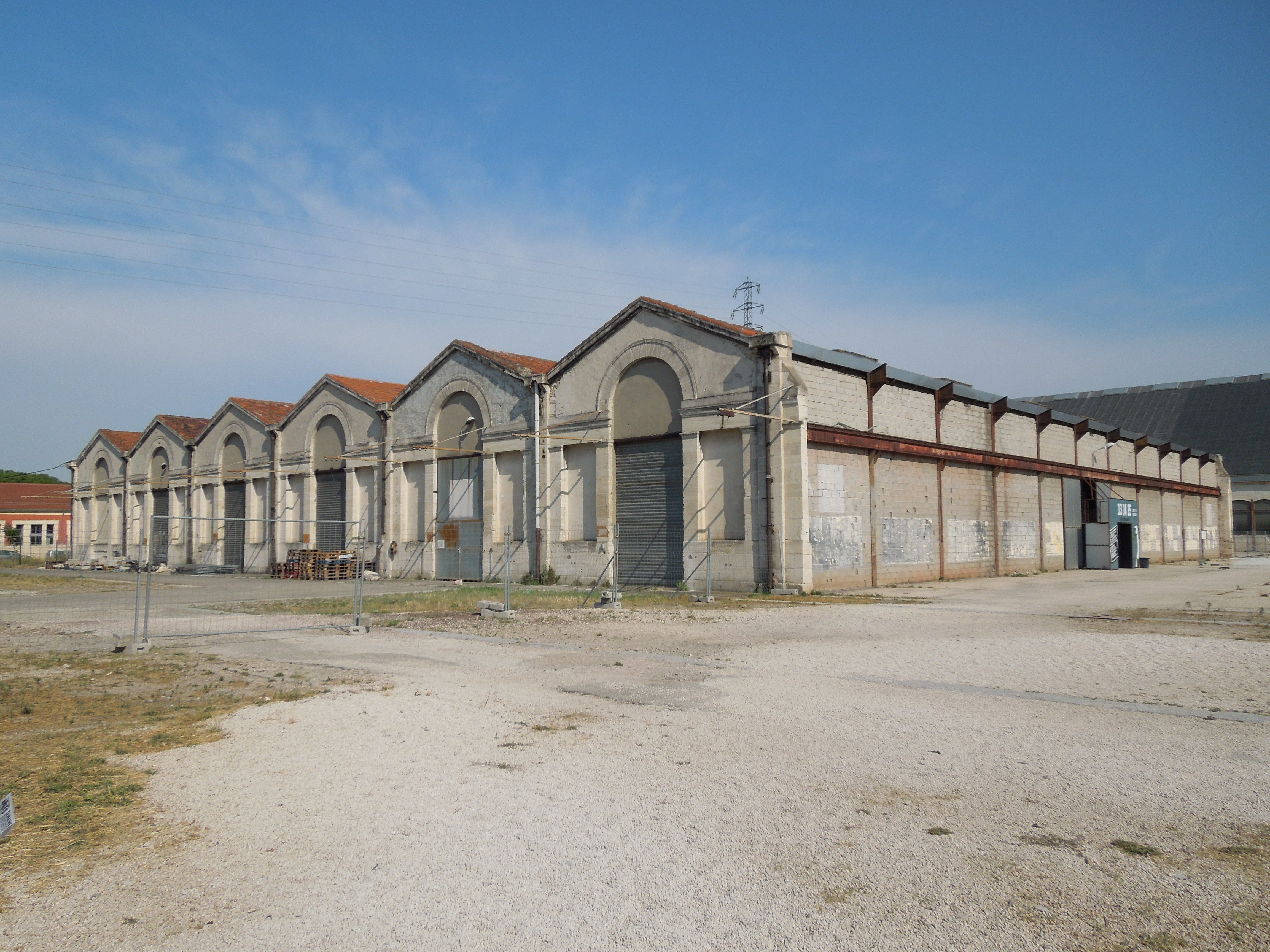
Ateliéry d'Arles v roce 2013

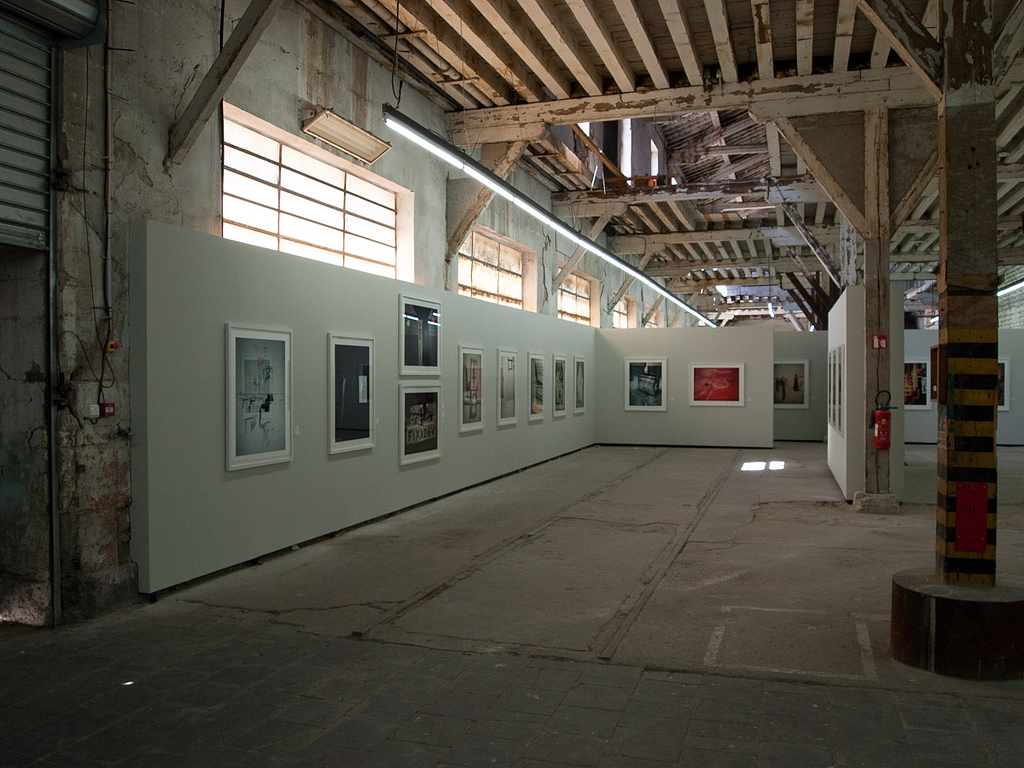
Parc des ateliers Michel Campeau, 2010

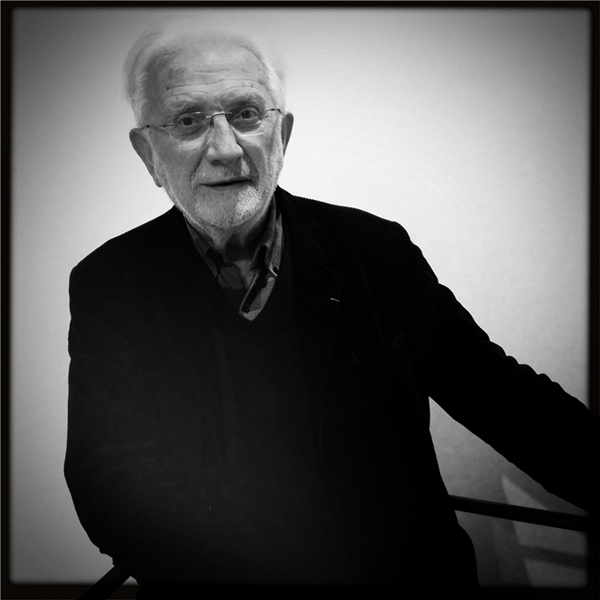
Lucien Clergue, zakladatel festivalu, 2013, foto: François Besch

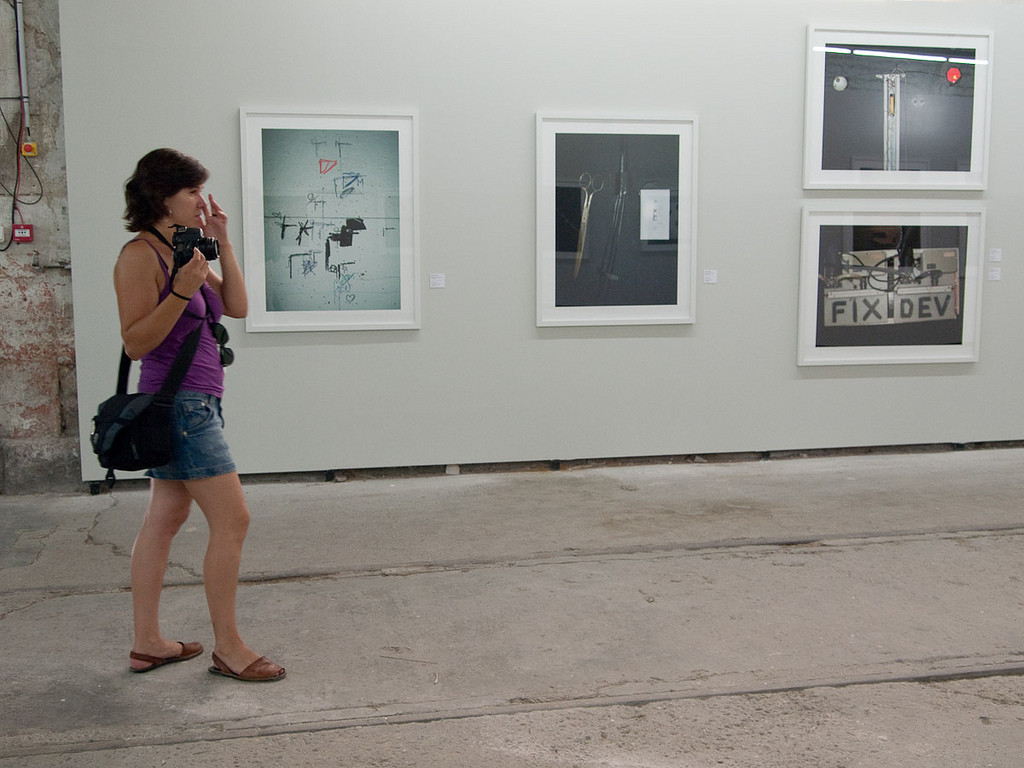
Parc des ateliers Michel Campeau, 2010

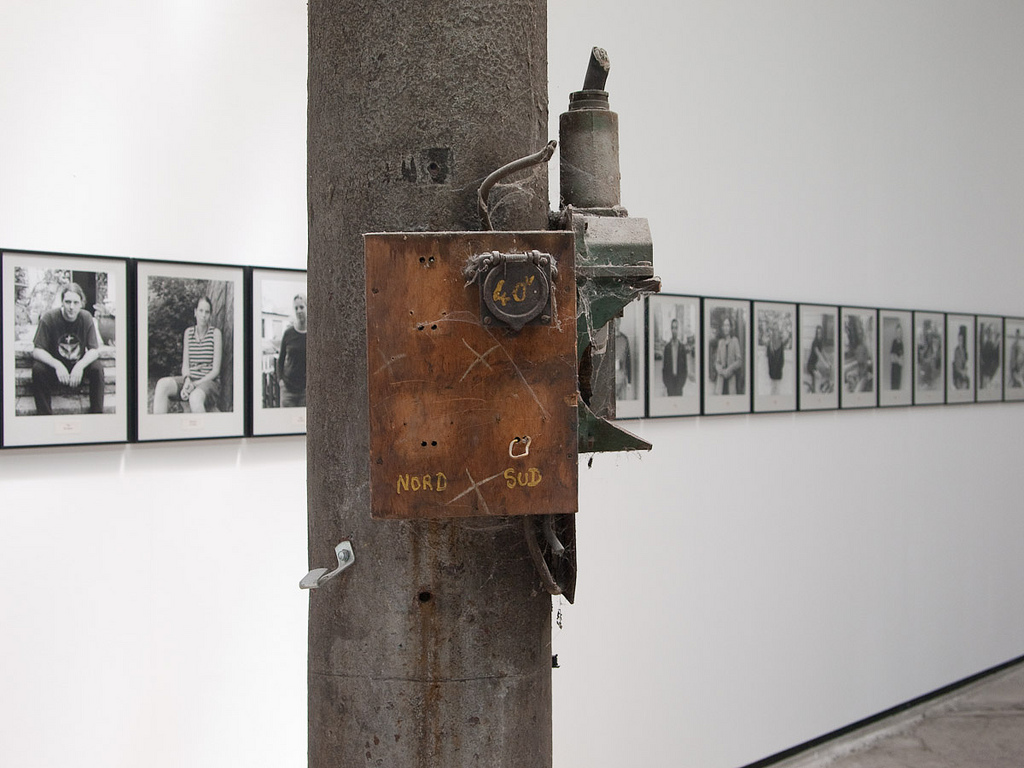
Friends of the LUMA Foundation trail Les Rencontres d'Arles, Atelier de Mécanique, Arles Hans-Peter Feldmann, 2010

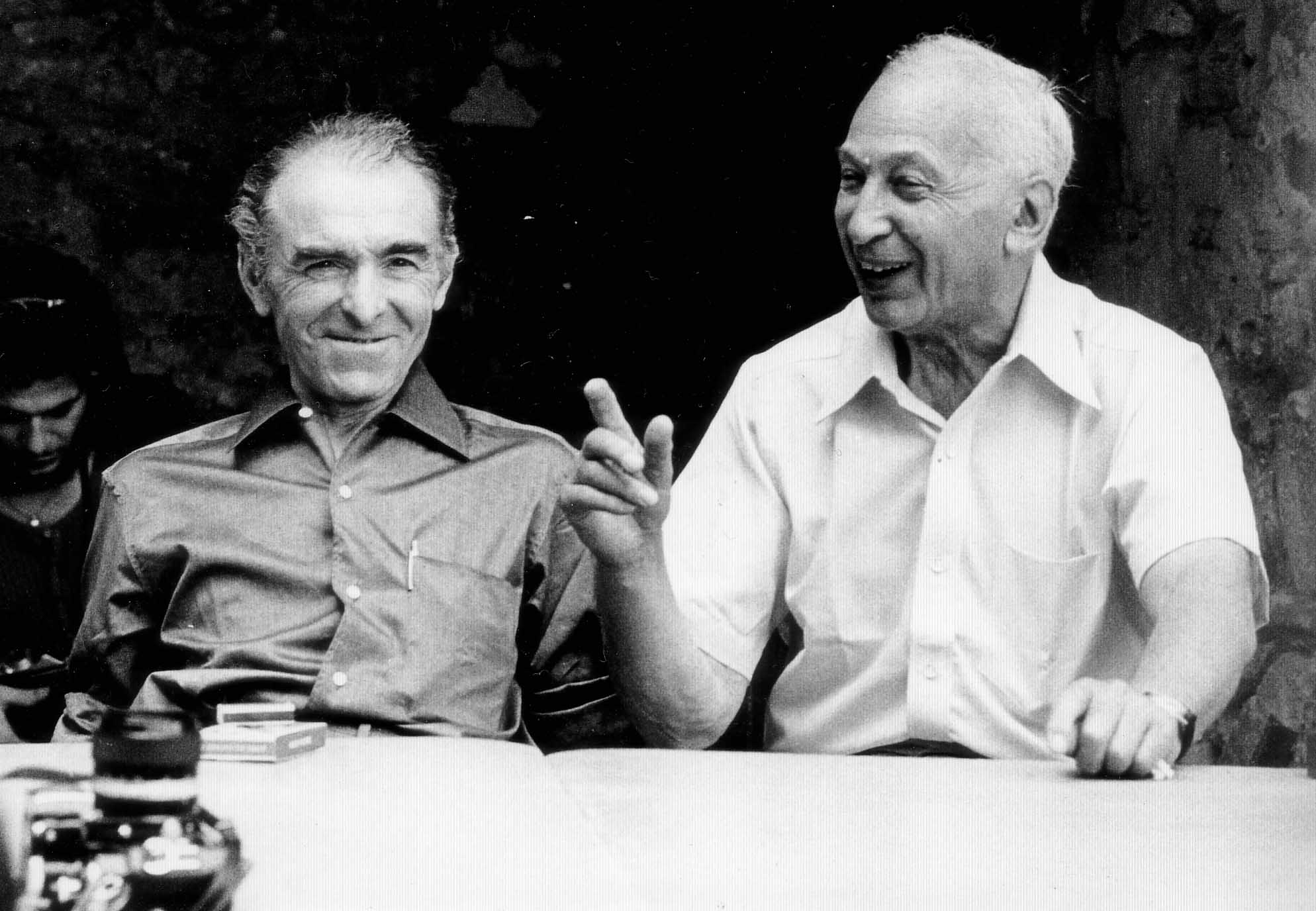
André Kertész a Robert Doisneau v Arles, 1975

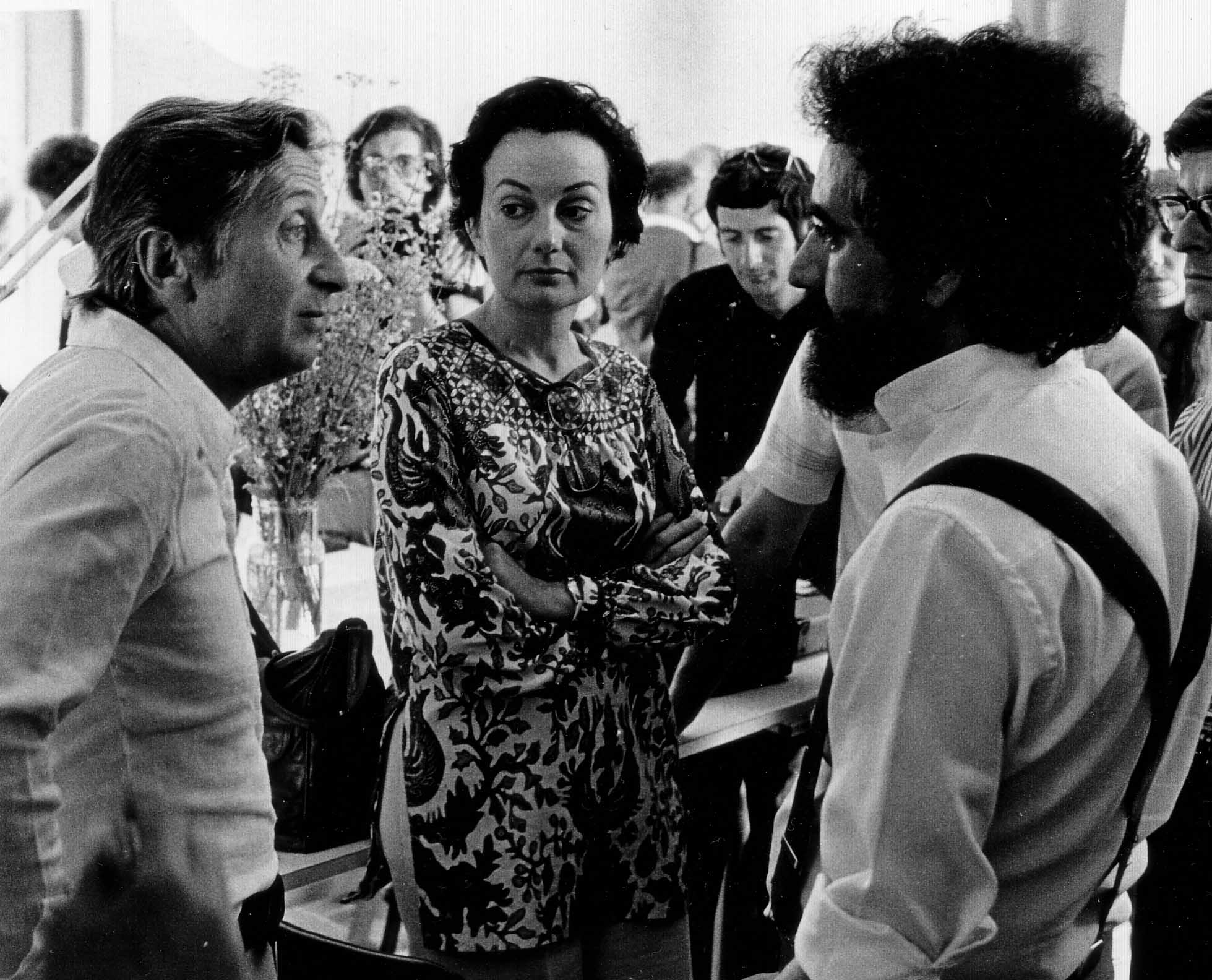
Francouzští fotografové Jean-Pierre Sudre, Hélène Théret, Georges Tourdjman během festivalu 1975

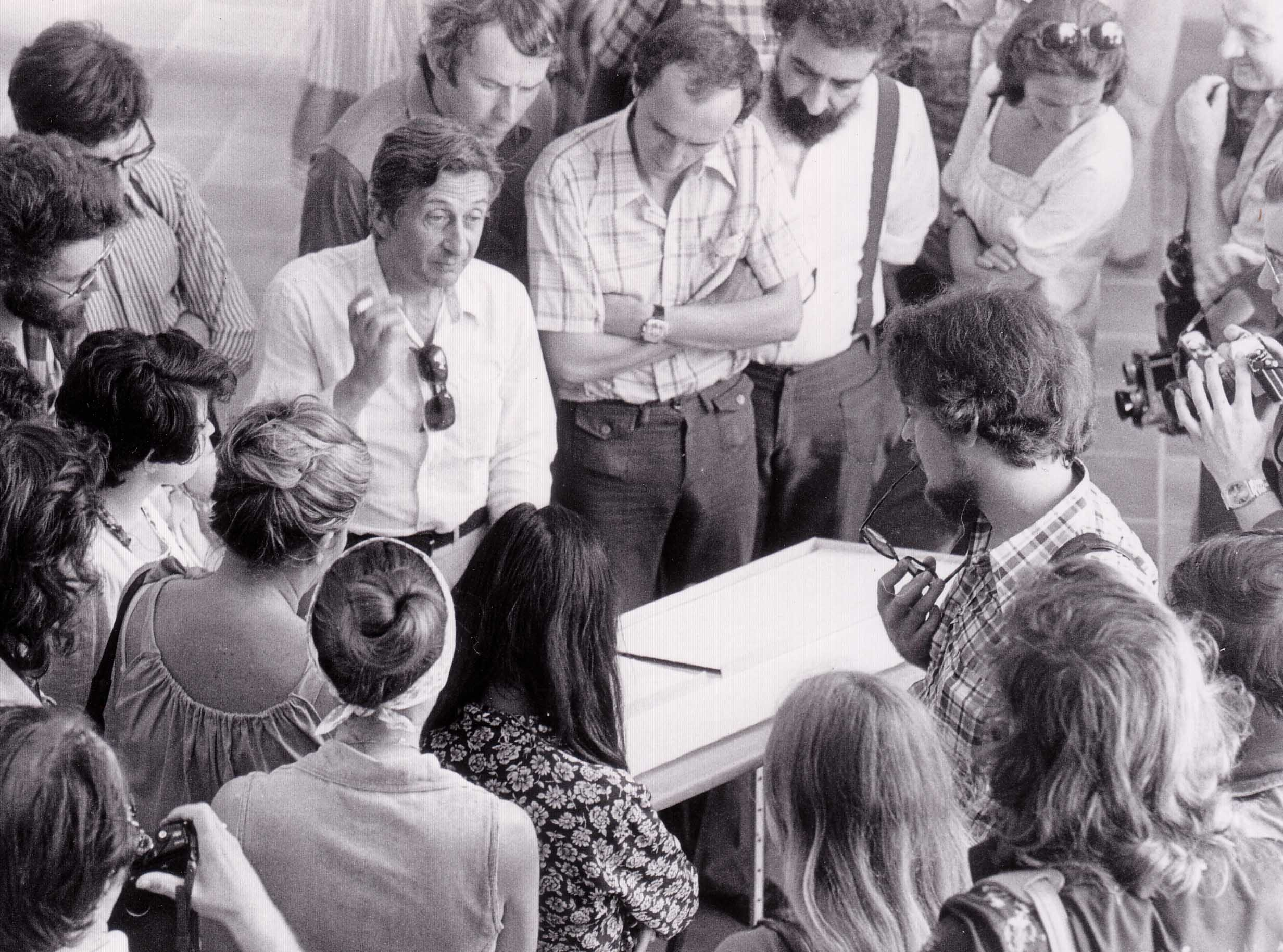
Jean-Pierre Sudre během diskuse

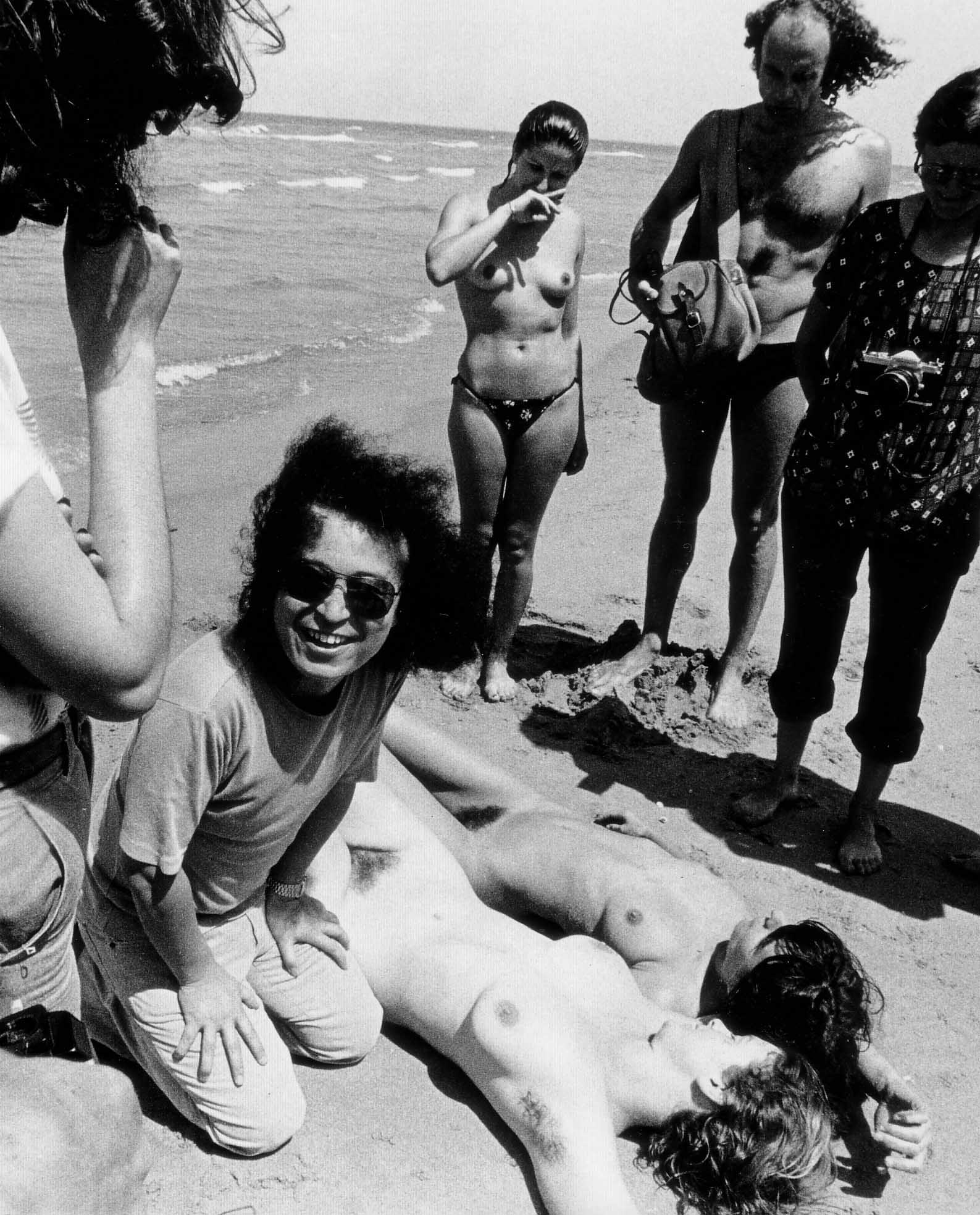
Workshop japonské fotografky Kishin Shinoyama, 1975

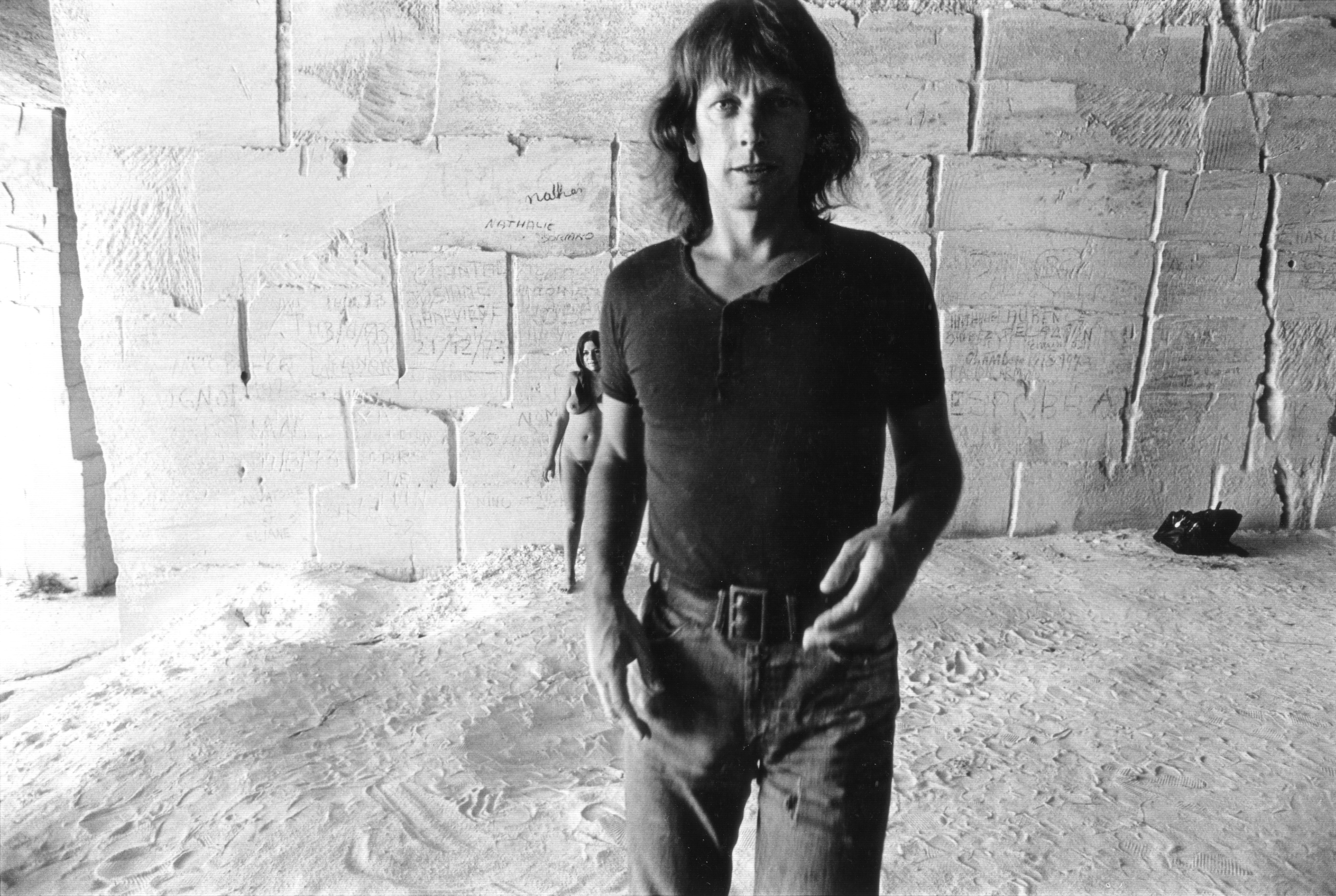
Will McBride a modelka v pozadí

Rencontres d'Arles (někdy také Rencontres Internationales de la Photographie (RIP) česky Arleská setkání) je letní festival fotografie konající se od roku 1970. Ve stejném roce jej založili fotograf Lucien Clergue, spisovatel Michel Tournier a historik Jean-Maurice Rouquette. Koná se od července do září ve městě Arles v Provence v jižní Francii.
Festival ukazuje především novinky a má velký vliv na mezinárodní úrovni. V roce 2010 festival navštívilo 73 000 diváků, ze kterých bylo 11 000 cizinců, 5 000 profesionálů a 9 000 studentů.

## Obsah festivalu
Přehlídky a výstavy jsou často pořádány ve spolupráci s muzei a dalšími kulturními institucemi, a to jak francouzskými, tak i zahraničními. Výstavy se konají na různých místech města. Některé z nich, jako například v malých starobylých kostelech a bývalých továrnách, jsou otevřeny pro veřejnost pouze v průběhu festivalu. Kromě toho festival nabízí i další doprovodné akce jako večerní projekce, diskuse, semináře, autogramiády apod. Debaty s odborníky, kritiky a fotografy o jejich práci a vystavených dílech se konají během zahajovacího týdne. Významnými akcemi z posledních ročníků byla Nuit de l'Europe (Noc Evropy) v roce 2008, která představila široký přehled evropské fotografie nebo koncert Patti Smith v roce 2006 u příležitosti 20. výročí agentury Vu. Každoroční jsou večerní projekce ve zdejším antickém amfiteátru pod širým nebem, které představují dílo jednoho fotografa doplněné koncertem nebo performancí, přičemž každé představení je jiné. Během festivalu v roce 2009 zhlédlo v divadle 2500 diváků závěrečný ceremoniál a projekci The Ballad of Sexual Dependency (Balada o sexuální závislosti) fotografky Nan Goldinové spolu s koncertem skupiny Tiger Lillies.
V posledních letech probíhá akce Nuit de l'Année (Noc roku), která divákům představuje fotografickou produkci různých novin, časopisů a tiskových agentur za uplynulý rok.

## Chronologie proběhlých ročníků

### 2024
Několik výstav vzdalo poctu japonským fotografům; retrospektiva Mary Ellen Markové (světová premiéra); výstava německého fotografa Hanse Silvestera o pétanque; výstava na počest Camille Lepageové.

### 2023
Uměleckým ředitelem 54. ročníku setkání byl Christoph Wiesner a prezidentem se stal Hubert Védrine. K hlavnímu programu patřily výstavy.
Od filmů k fotografiím: Gregory Crewdson, Agnès Varda, Wim Wenders, Scrapbooks.
- Inscenace: Aurélien Froment a Pierre Zucca, Nicole Gravier, Hannah Darabi, Søsterskap (současní severští fotografové)
- Geografie pohledu: Ici près (Tady blízko Mathieu Asselin, Tanja Engelberts, Sheng-Wen Lo), Éric Tabuchi a Nelly Monnier, Une attention particulière (Zvláštní pozornost Jingyu Cao, Raphaël Lods a Iris Millot), Yohanne Lamoulère, Eva Nielsen a Marianne Derrien, Juliette Agnel, Maciejka Art, Roberto Huarcaya, Garush Melkonyan.
- Réminiscences (Vzpomínky): Casa Susanna (evokace Casa Susanna), Ne m'oublie pas (Nezapomeň na mě), Entre nos murs (Mezi našimi zdmi), Rosângela Rennó, Oleñka Carrasco.
- Emergences: Définitions en mouvement (Definice v pohybu), Ibrahim Ahmed a Lina Geoushy, Soumya Sankar Bose, Samantha Box, Philippe Calia, Md Fazla Rabbi Fatiq, Hien Hoang, Vishal Kumaraswamy, Nieves Mingueza, Isadora Romero, Riti Sengupta, Daniel Wagener a Tan Chui Mui.
- Cena nadace Louise Roederera za objev roku:
  - Cena poroty: Isadora Romero (Ekvádor) za Fumée, Racine, Semence (Humo, Semilla, Raíz) prezentovala: nadace Magnum Foundation (USA).
  - Cena diváků: Soumaya Sankar Bose (Indie) za Discrète évasion dans les ténébres (Diskrétní útěk do temnoty) prezentoval: Experimenter (Indie).
- Cena za autorskou knihu: 22 Days in Between, Salih Basheer
- Cena za historickou knihu: Laboratorio de Teatro Campesino e Indígena. Medio Siglo de Historia, Lourdes Grobet
- Cena za fotografickou knihu s textem: Witch Hunt Vol. I: the Banished of Balsapuerto, Christo Geoghegan[4]
- Cena LUMA Rencontres Dummy Book Award: Arash Fayez za Apolis
- Cenu Women In Motion 2023 získala brazilská fotografka Rosângela Rennó[5]
- Knižní cena Madame Figaro - Arles: Hannah Darabi za Soleil of Persian Square

### 2022
Ocenění Women In Motion 2022 za celoživotní dílo získala francouzsko-americká fotografka Babette Mangolte. Ocenění Prix découverte Fondation Louis Roederer (Objev roku) získal projekt Je ne supporte pas de te voir pleurer Rahima Fortunea, kterého prezentoval Sasha Wolf Projects, New York, USA. Mention Spéciale à Les jardins de nos grand-mères de Olga Grotova prezentovaný Pushkin House, Londres, Angleterre. Prix du Public za Je n’ai rien fait de mal Mika Sperling prezentovaný Ahoi, Lucerne, Švýcarsko.
- LUMA Rencontres Dummy Book Award: Maciejka Art za Hoja Santa[11], conception graphique: Maciejka Art, Inframundo (Ramon Pez et Ana Casas), Mexiko. Mention Spéciale: Alejandro Luperca Morales za El Retrato de ta Ausencia[12], conception graphique: Fernando Gallegos, Mexiko.
- Prix du livre photo-texte: Desiderea Nuncia de Smith, Lucien Raphmaj & Diplomates, Palais Books, Arles.[13] Mention spéciale: Nos prisons de Maxence Rifflet, Le pont du jour, Cherbourg.[13]
- Prix du livre historique: Quitting your day job: Chauncey Hare’s photographic work de Robert Slifkin, Mack, Londres.[14] Mention spéciale: Aenne Biermann. Up Close and Personal de Aenne Biermann & collectif, Verlag Scheidegger & Spiess and Tel Aviv Museum of Art, Curych.[14]
- Cenu za autorskou knihu získal projekt Strike, Strajk polského fotografa Rafaƚa Milacha s kolektivem, Galerie Jednostka, Varšava.[14][15]

### 2021
Umělecký ředitel byl Christoph Wiesner.
- Prezident: Hubert Védrine
- Výstavy: Masculinités - La Libération par la photographie, Clarisse Hahn, Désidération (Anamanda Sîn) - Du désastre au désir: vers une autre mythologie du spatial, Puisqu’il fallait tout repenser - Le Pouvoir de l’art en période d’isolement, The New Black Vanguard - Photographie entre art et mode, Sim Chi Yin, Almudena Romero, Lebogang Tlhako, Thawra! !رةثو Révolution ! - Soudan, histoire d'un soulèvement, Pieter Hugo, Stephan Gladieu, Anton Kusters, Chow et Lin, État d’esprit africain - Villes hybrides, Enrique Ramírez, Charlotte Perriand, Sabine Weiss, Jazz Power ! - Jazz Magazine, vingt ans d’avant-garde (1954-1974), Orient-Express & Cie - Entre histoire et mythologie, Raymond Cauchetier, NEUF de A à Z- Delpire avant Delpire.

### 2020
Umělecký ředitel byl Sam Stourdzé.
- Výstavy: Charlotte Perriand, Chow & Lin, Infrastructure - Par l'effondrement, révélée, Randa Maroufi, Charlie Chaplin et les 80 ans du Dictateur, Anton Kusters, Teresa Margolles, Masculinités - La libération par la photographie, Lisetta Carmi, Performers - Une scène afro-américaine, Stéphan Gladieu, Korea - Archives inédites d'un magazine nord-coréen, Thawra ! !ثورة Révolution ! - Soudan, histoire d'un soulèvement, Africa XXI - État d'esprit africain, Phénix - Regards sur la scène contemporaine polonaise, Pieter Hugo, Soundwalk Collective & Patti Smith Tendance Floue, Bernard Martin, Raymond Cauchetier, Jazz Power ! - L'aventure Jazz Magazine, Katrien De Blauwer, Diana Markosian, Open for business - Les photographes de Magnum et l'art de la commande, Le rouge et le noir - Les métamorphoses du laboratoire, Lewis Bush

### 2019
Umělecký ředitel byl Sam Stourdzé.
- Výstavy: Edward Weston, Lucien Clergue, Eve Arnold, Abigail Heyman, Susan Meiselas, Helen Levitt, Alberto García-Alix, Ouka Leele, Pablo Pérez-Mínguez, Miguel Trillo, Tom Wood, Ying Ang, Matthew Casteel, David Denil, Yvonne De Rosa, Isa Ho, Chia Huang, Hou I-Ting, Dominique Laugé, Manuel Rivera-Ortiz, Evangelía Kranióti, Man Ray, Germaine Krull, Berenice Abbott, László Moholy-Nagy, Florence Henri, Claude Martin-Rainaud, Philippe Chancel, Randa Mirza, Camille Fallet, Guillaume Simoneau, Laurence Aëgerter, Lionel Astruc, Erick Bonnier, Marjan Teeuwen, Pixy Liao, Yann Pocreau
- Česká fotografka Libuše Jarcovjáková zde měla samostatnou výstavu v prostorách bývalého kostela Église Sainte-Anne, kde představila své syrové snímky z knihy Evokativ, pořízené v socialistickém Československu 1970–1989. Kurátorkou byla Lucie Černá.[16]

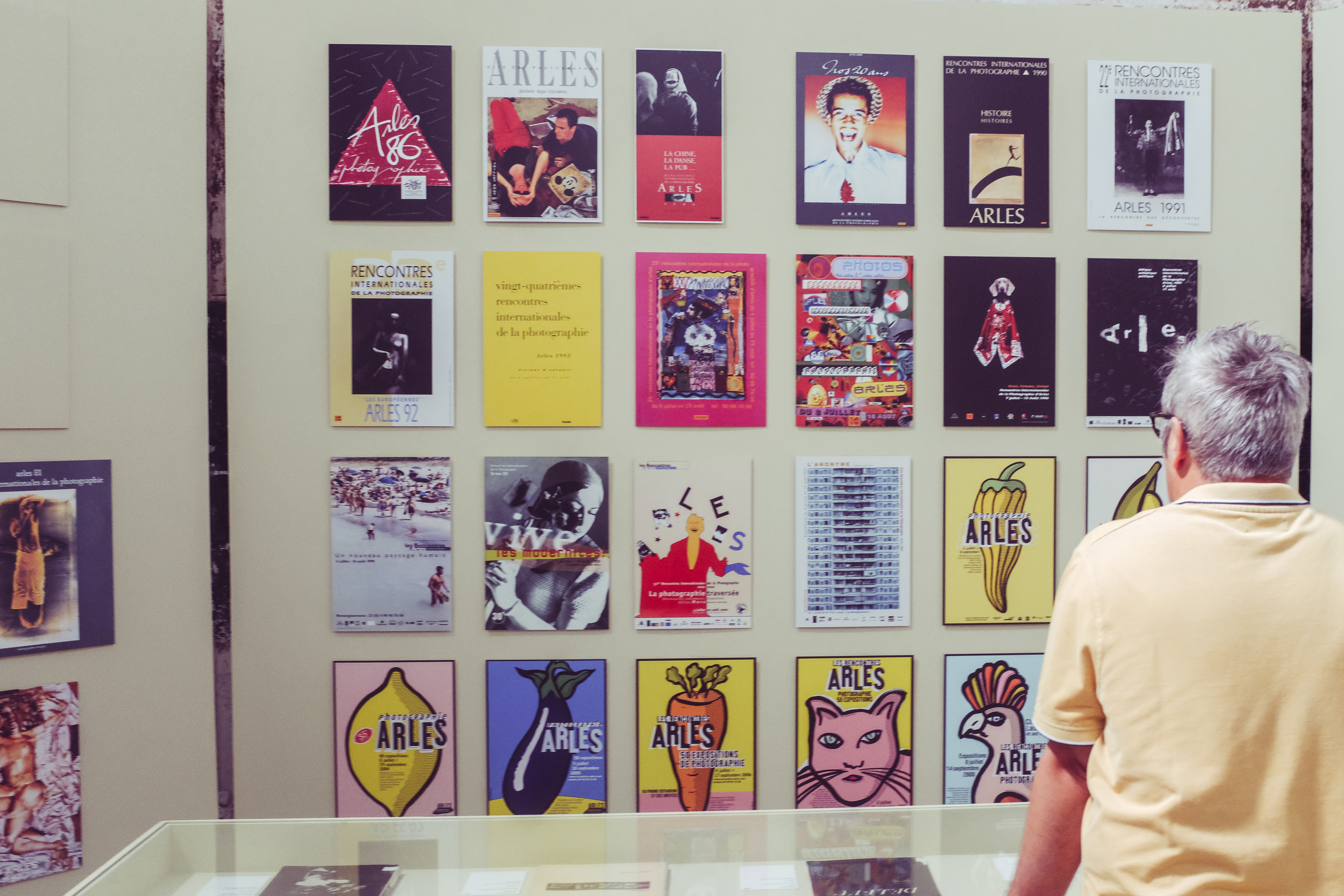
Les rencontres d'Arles 2019
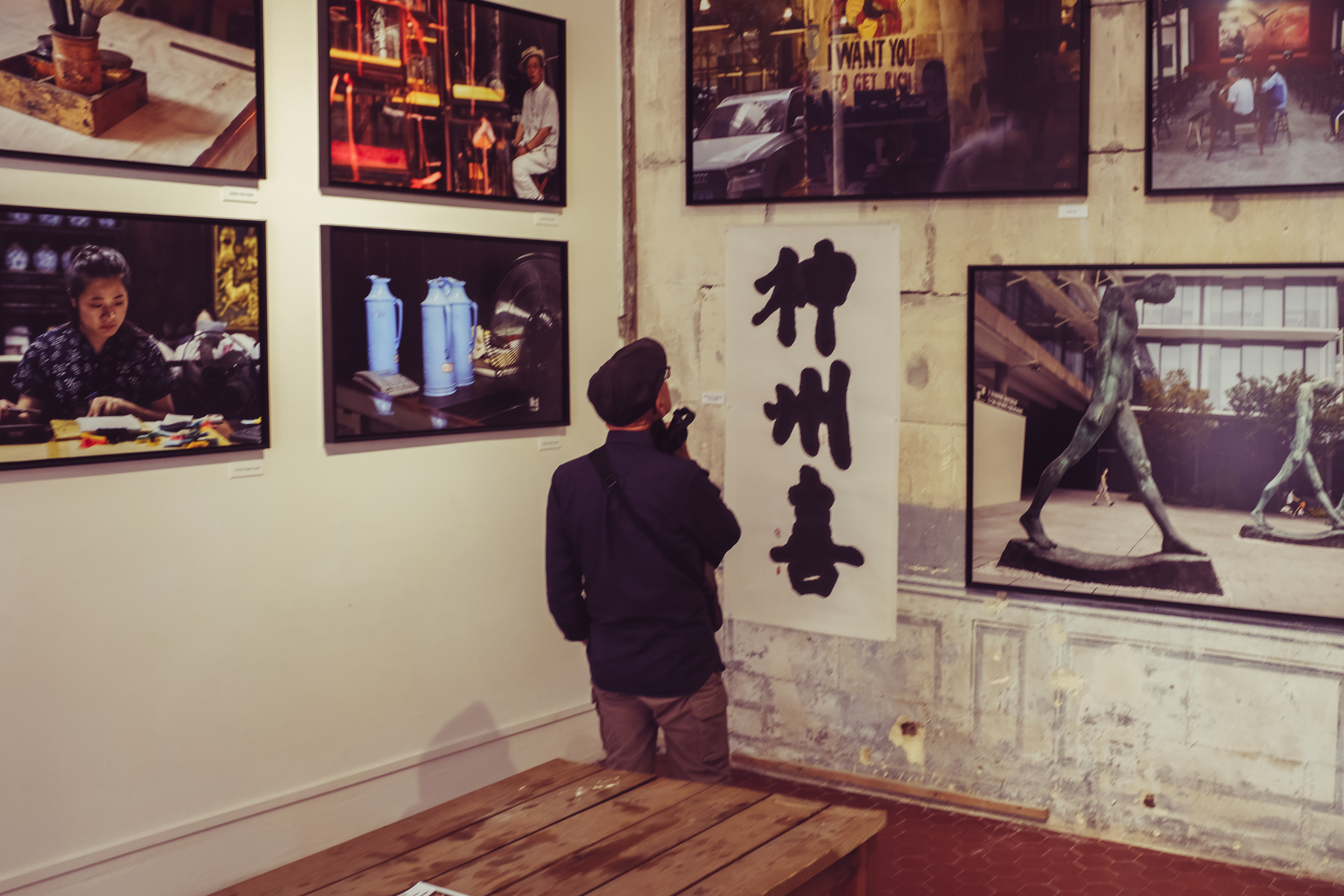
Les rencontres d'Arles 2019
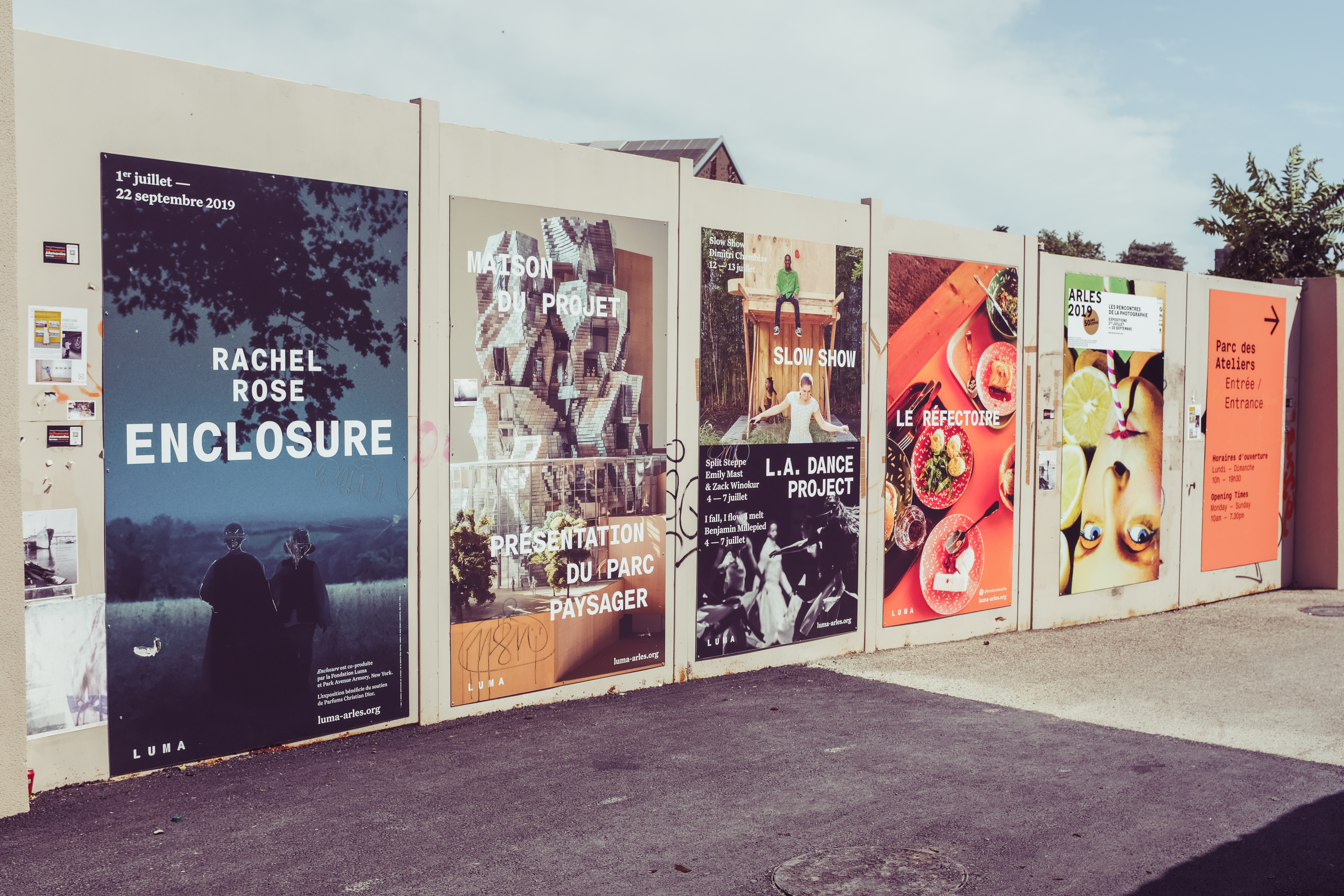
Les rencontres d'Arles 2019
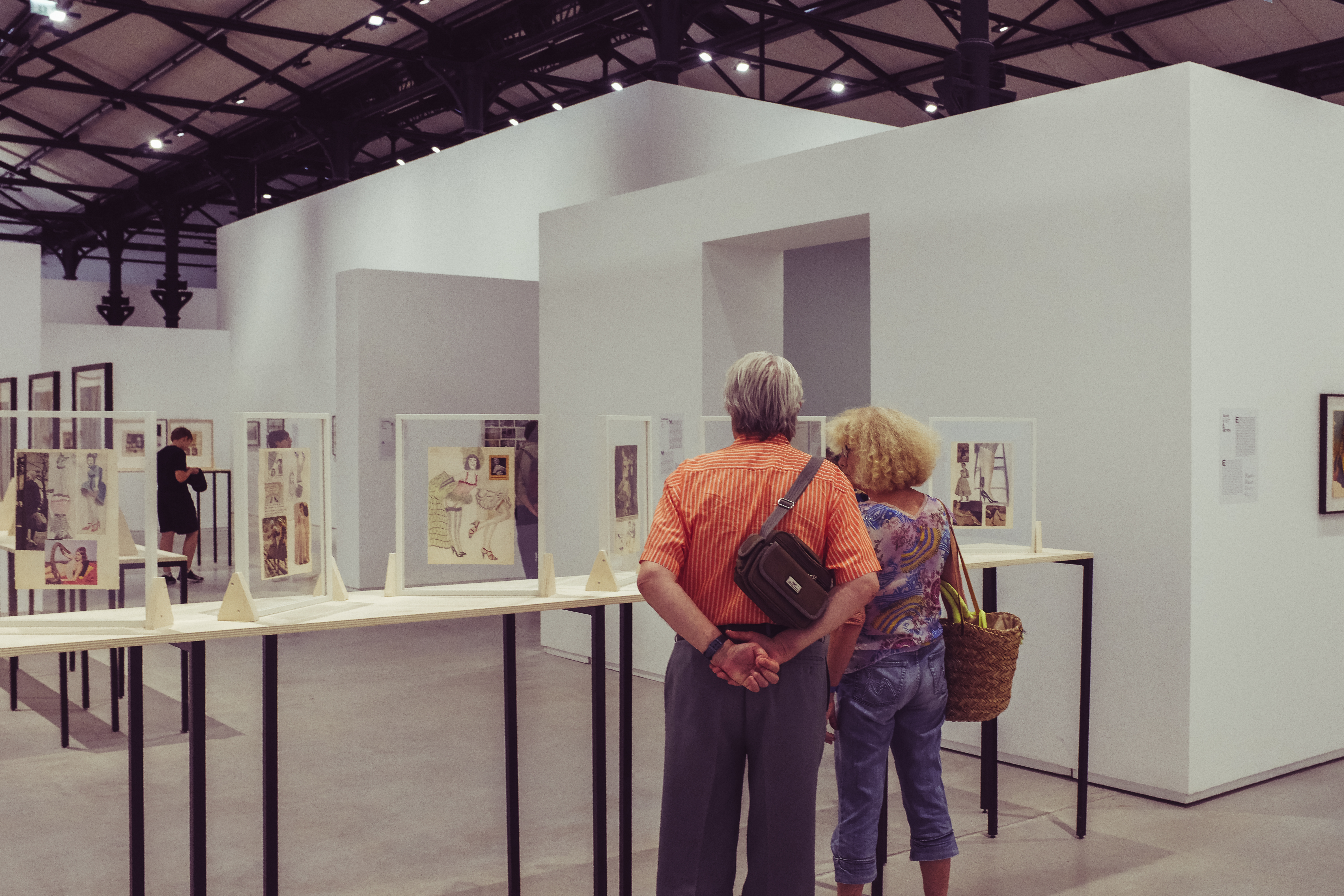
Les rencontres d'Arles 2019
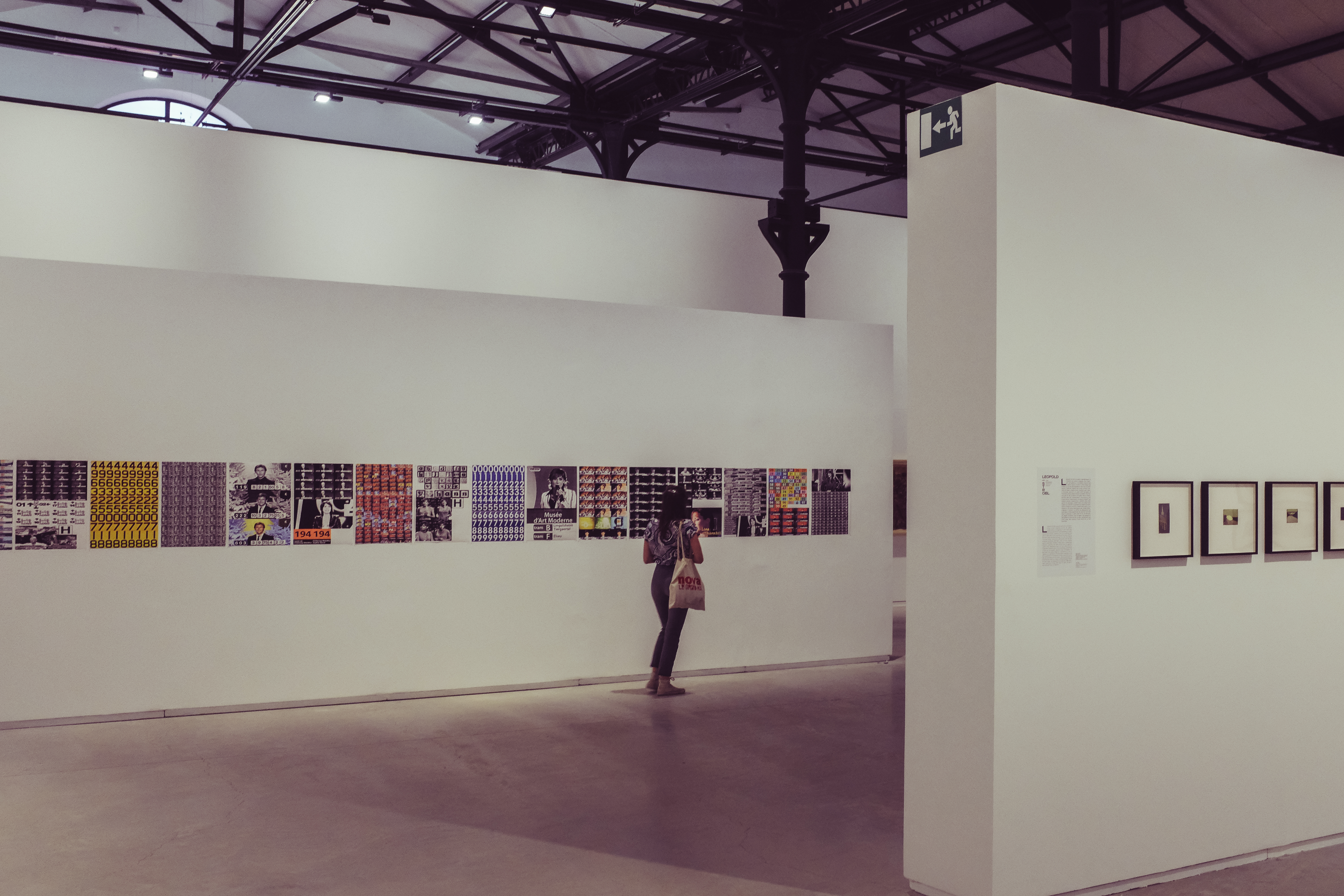
Les rencontres d'Arles 2019
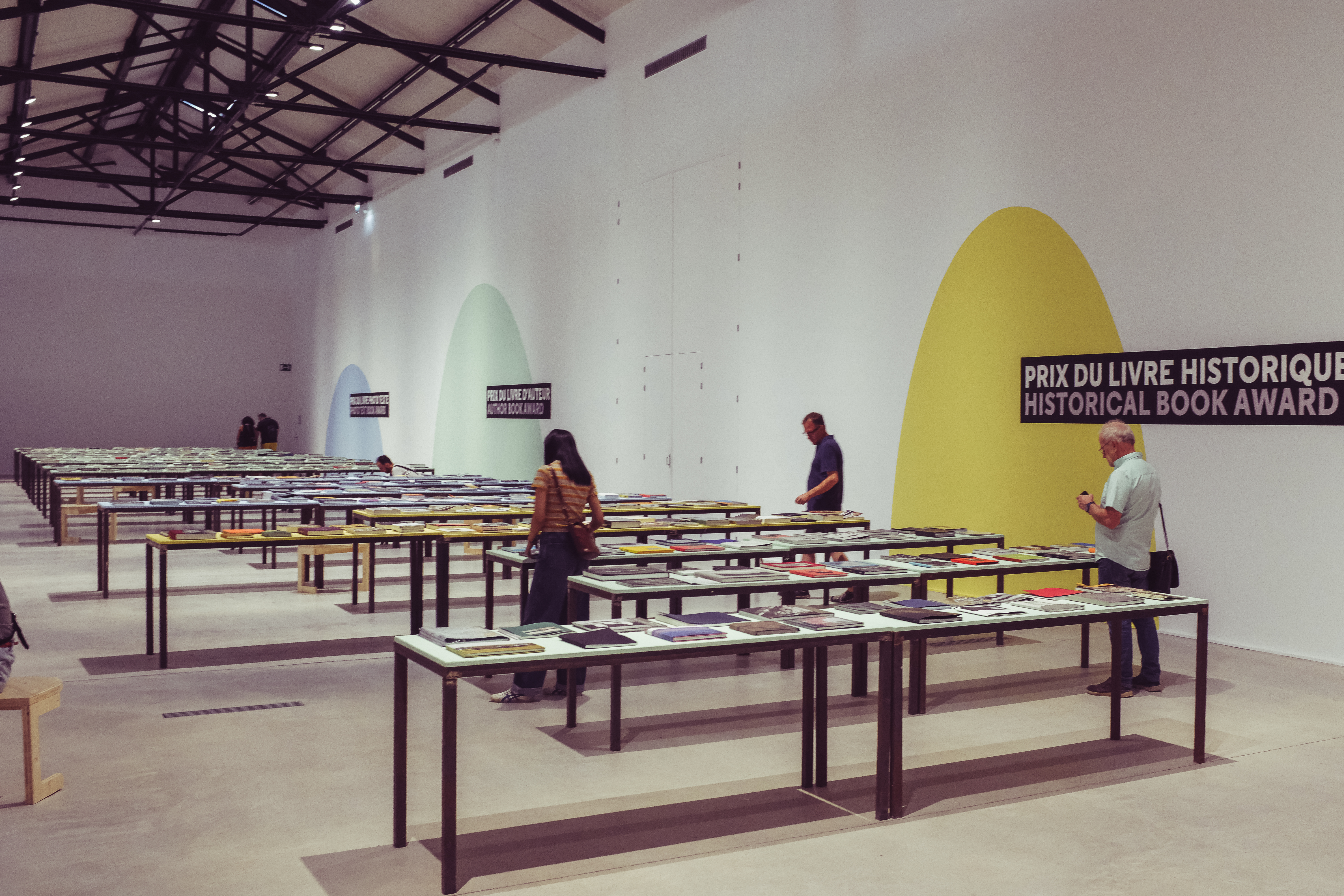
Les rencontres d'Arles 2019
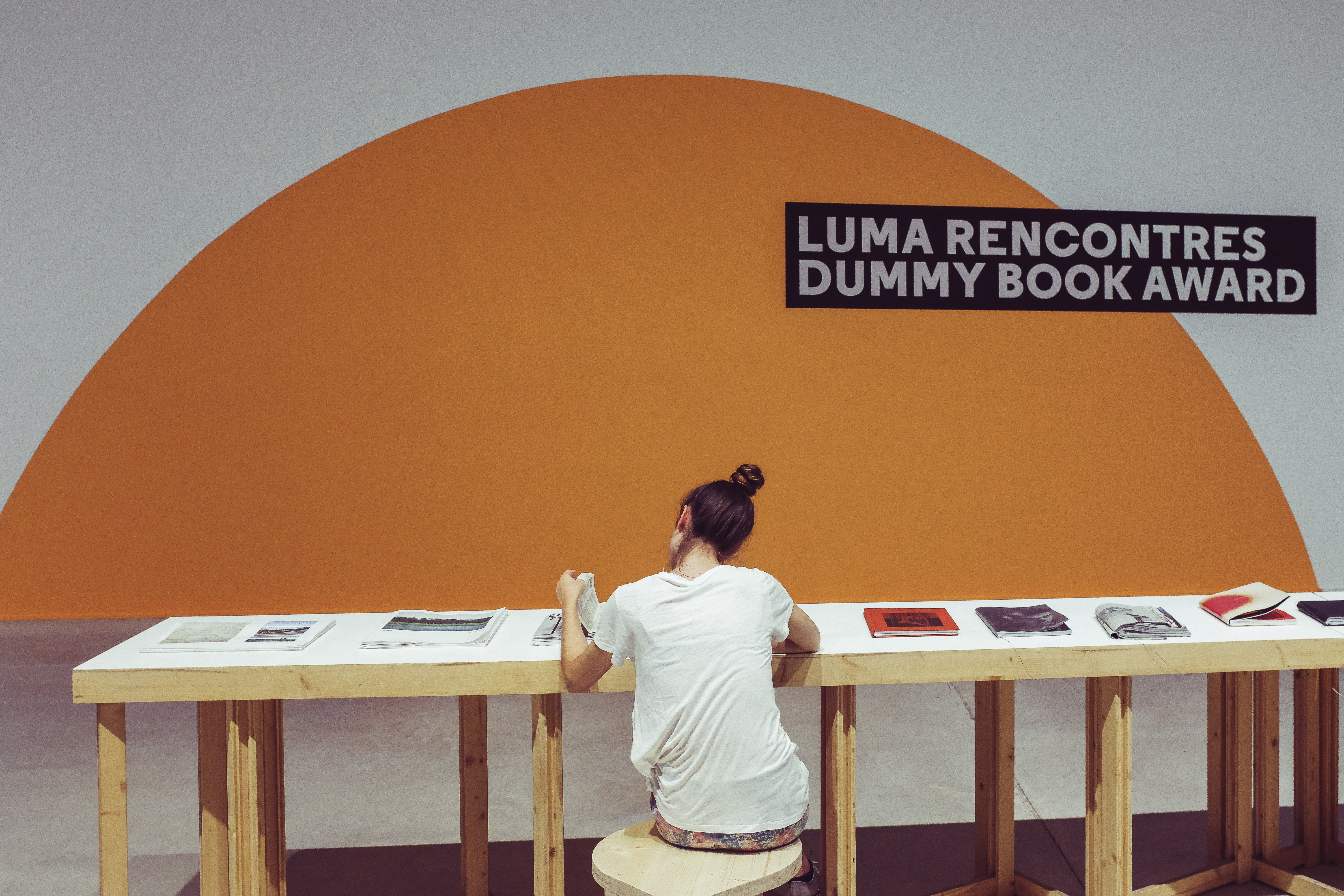
Les rencontres d'Arles 2019
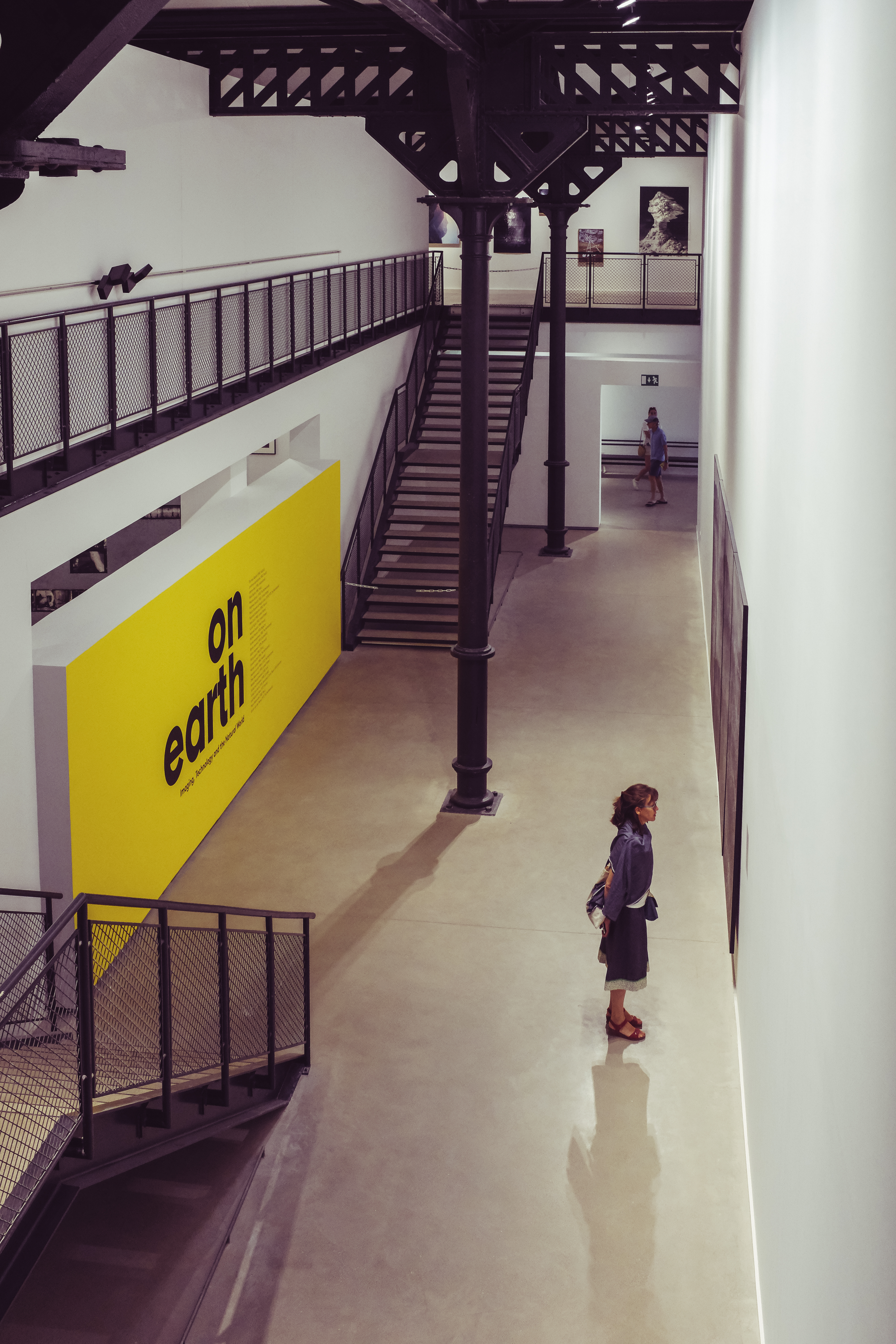
Les rencontres d'Arles 2019
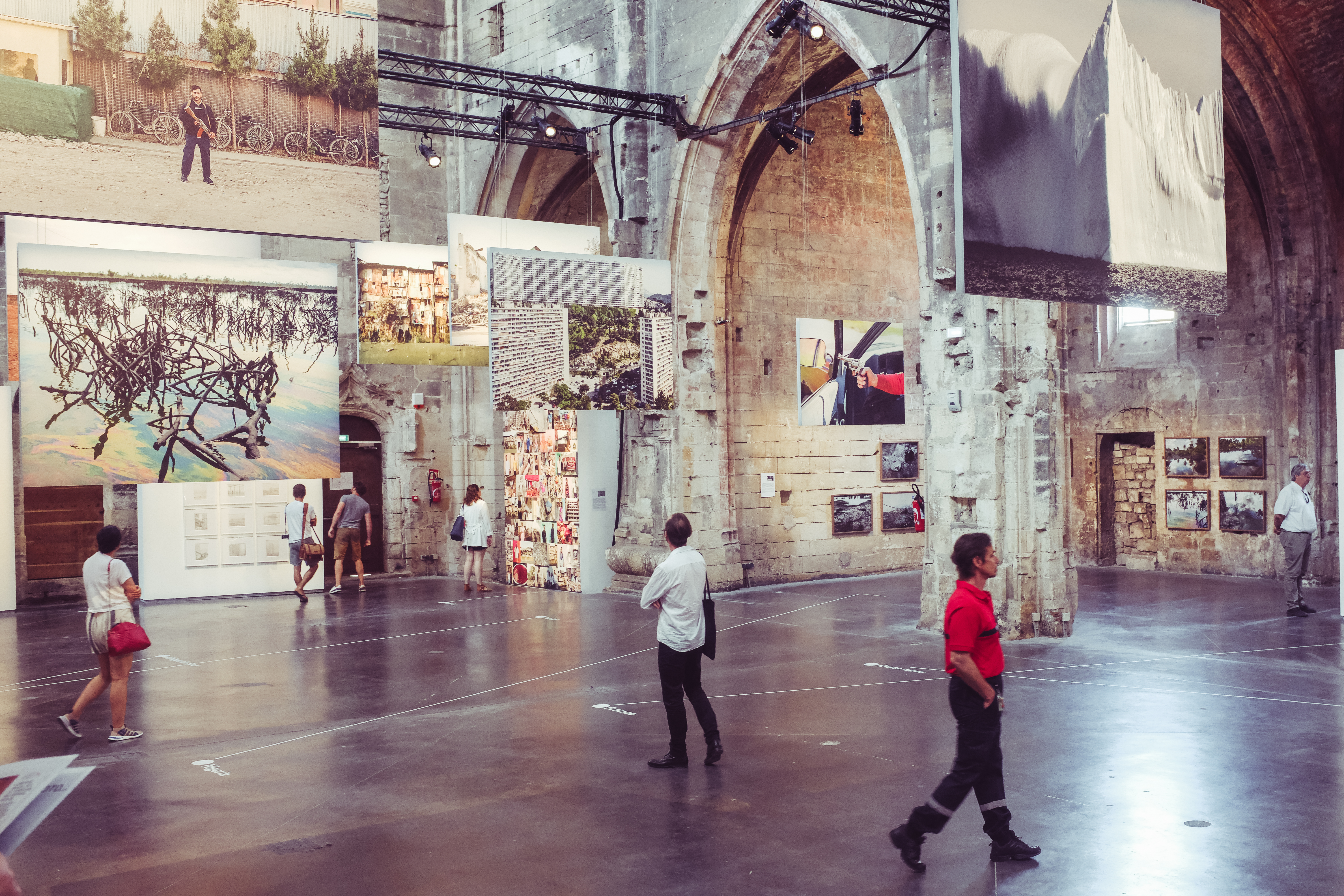
Les rencontres d'Arles 2019
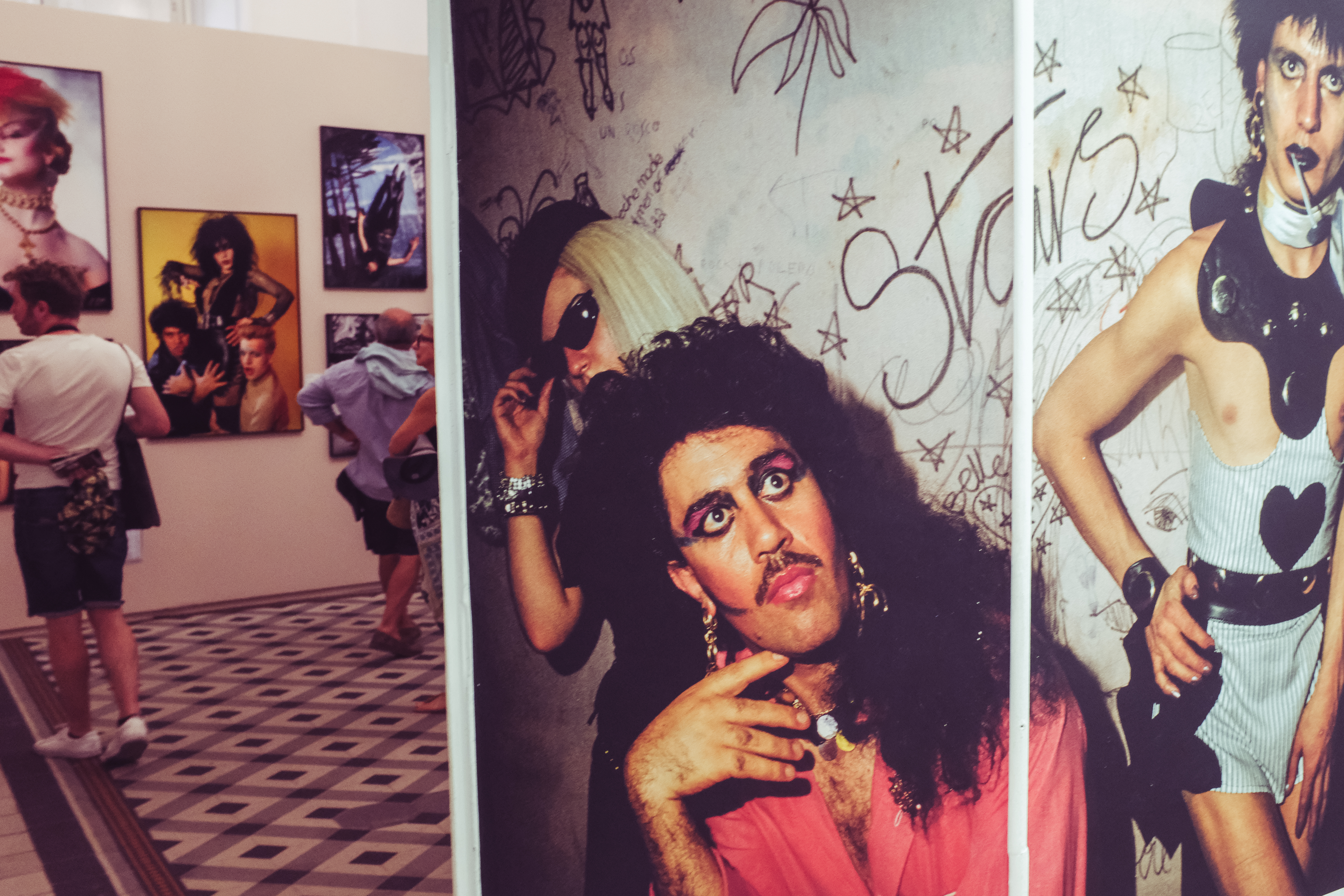
Les rencontres d'Arles 2019
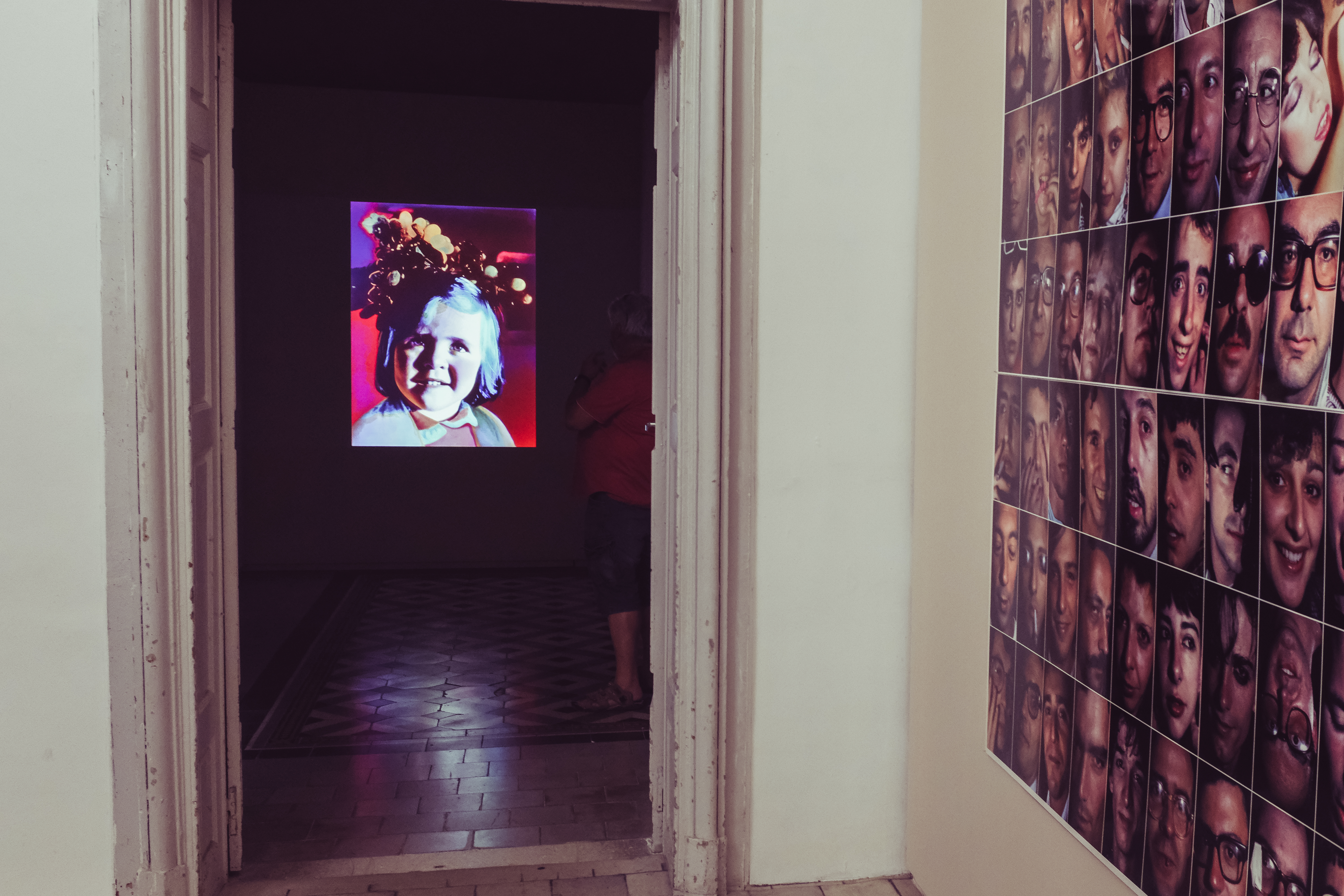
Les rencontres d'Arles 2019
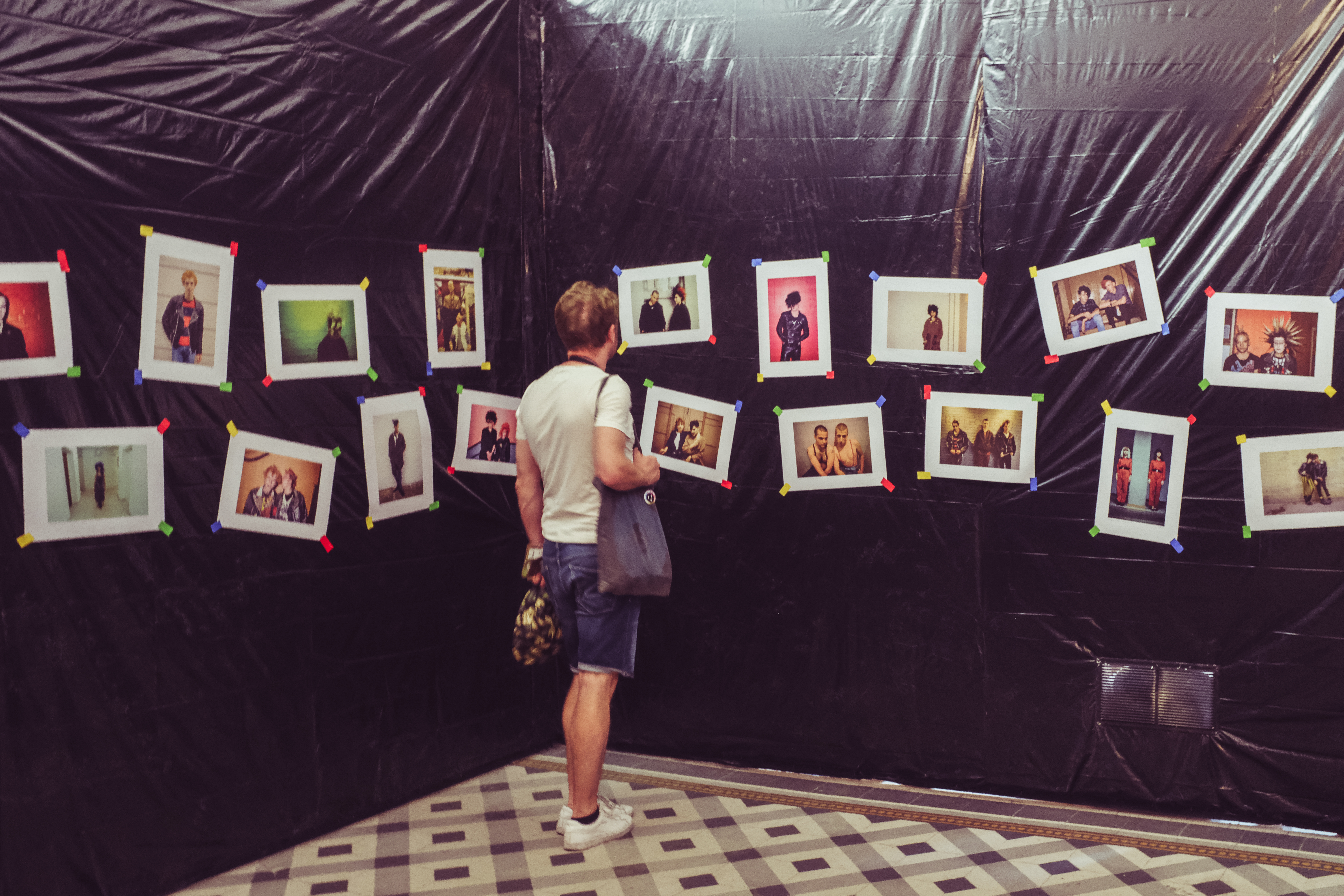
Les rencontres d'Arles 2019
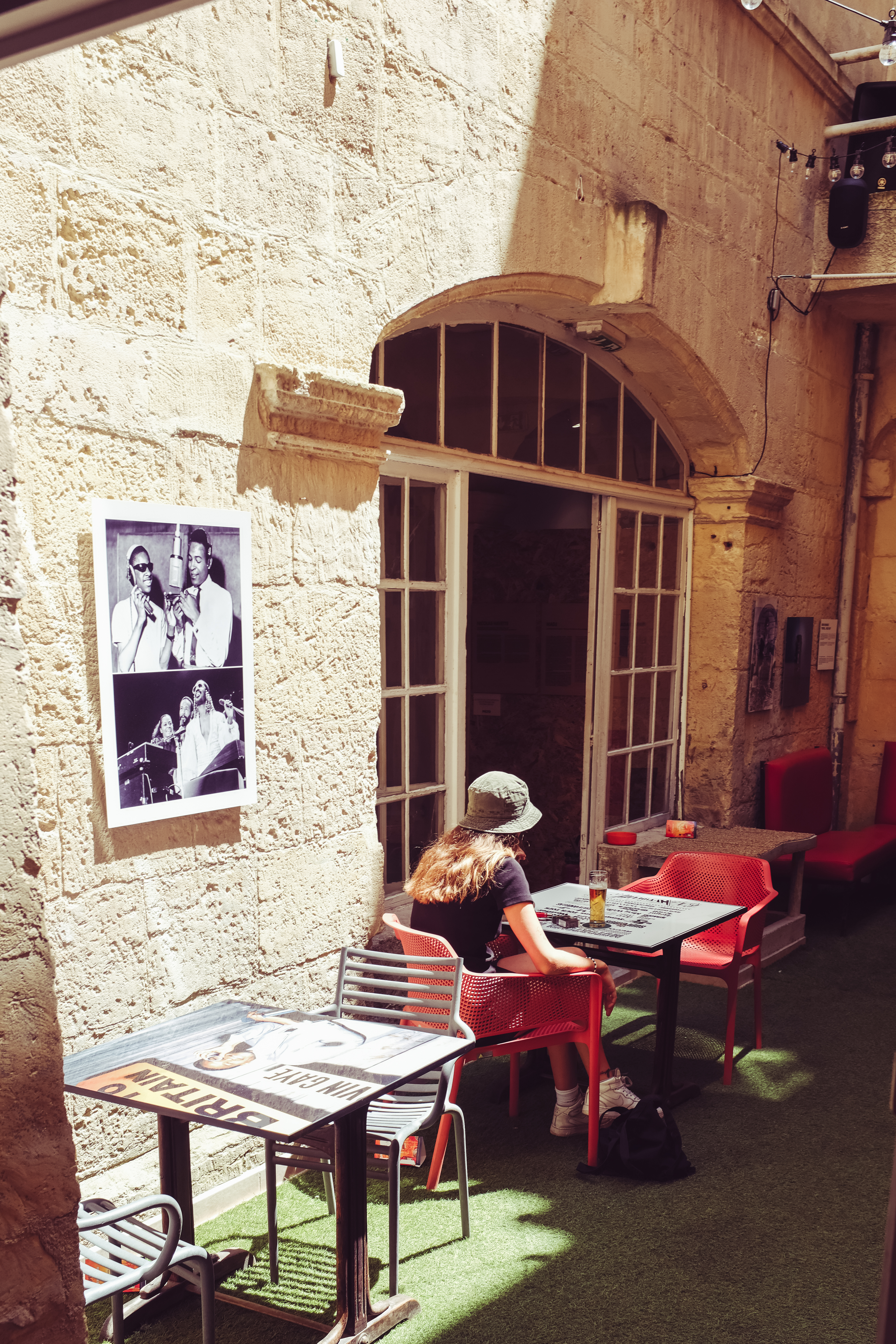
Les rencontres d'Arles 2019

### 2018
Podle zdrojů:
- Cenu Objev roku získala Paulien Olthetenová.[20]
- Cenu za autorskou knihu získal Photographic Treatment: Laurence Aëgerter (Dewi Lewis Publishing, 2017)
  - Zvláštní uznání v kategorii Autorská kniha:The Iceberg: Giorgio di Noto (Edition Patrick Frey, 2017)
- Historical Book Award: The Pigeon Photographer: Julius Neubronner (Rorhof, 2017)
- Photo-Text Award: War Primer 2: Adam Broomberg a Oliver Chanarin (Mack Books, 2018)
- Dummy Book Award: Phénomènes: Marina Gadonneix
  - Special Mention for Dummy Book Award: State of Shame: Indrė Urbonaitė
- Photo Folio Review: Kurt Tong (vítěz)

### 2017
- Cenu Objev roku získali Carlos Ayesta a Guillaume Bression
- Cenu za autorskou knihu získal Ville de Calais: Henk Wildschut (autorské vydání, 2017)
  - Zvláštní uznání v kategorii Autorská kniha:Gaza Works: Kent Klich (Koenig, 2017)
- Historical Book Award: Latif Al Ani: Latif Al Ani (Hannibal Publishing, 2017)
- Photo-Text Award: The Movement of Clouds around Mount Fuji: Masanao Abe a Helmut Völter (Spector Books, 2016)
- Dummy Book Award: Grozny: Nine Cities: Olga Kravets, Maria Morina, a Oksana Yushko
- Photo Folio Review: Aurore Valade (vítěz); Haley Morris Cafiero, Alexandra Lethbridge, Charlotte Abramow, Catherine Leutenegger (speciální zmínka)[21]

### 2016
- Cenu Objev roku získala ugandská fotografka Sarah Waiswa
- Cenu za autorskou knihu získal Taking Off. Henry My Neighbor: Mariken Wessels (Art Paper Editions, 2015)
- Historical Book Award: (in matters of) Karl: Annette Behrens (Fw: Books, 2015)
- Photo-Text Award: Negative Publicity: Artefacts of Extraordinary Rendition: Edmund Clark a Crofton Black (Aperture, 2015)
- Dummy Book Award: You and Me: A project between Bosnia, Germany and the US: Katja Stuke a Oliver Sieber
- Photo Folio Review: David Fathi (vítěz); Sonja Hamad, Eric Leleu, Karolina Paatos, Maija Tammi (speciální zmínka)

### 2015
- Cenu Objev roku získal Pauline Fargue
- Cenu za autorskou knihu získal H. said he loved us: Tommaso Tanini (Discipula Editions, 2014)
- Historical Book Award: Monograph Vitas Luckus. Works & Biography: Margarita Matulytė a Tatjana Luckiene-Aldag (Kaunas Photography Gallery a Lithuanian Art Museum, 2014)
- Dummy Book Award: The Jungle Book: Yann Gross
- Photo Folio Review: Piero Martinelo (vítěz); Charlotte Abramow, Martin Essi, Elin Høyland, Laurent Kronenthal (speciální zmínka)

### 2014
- Cenu Objev roku získal Zhang Kechun
- Cenu za autorskou knihu získal Hidden Islam: Nicolo Degiorgis (Rorhof, 2014)
- Historical Book Award: Paris mortel retouché: Johan van der Keuken (Van Zoetendaal Publishers, 2013)

### 2013

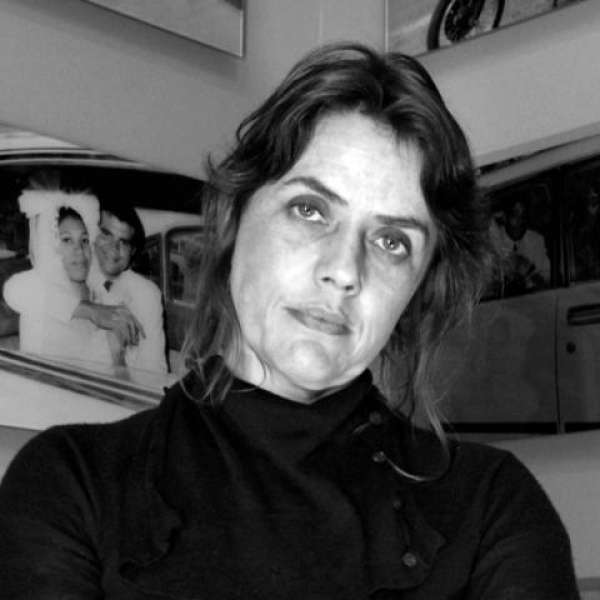
Ocenění Historical Book Award získala v roce 2013 brazilská umělkyně Rosângela Rennó

Hiroši Sugimoto, Sergio Larrain, Guy Bourdin, Alfredo Jaar, John Stezaker, Wolfgang Tillmans, Viviane Sassen, Jean-Michel Fauquet, Arno Rafael Minkkinen, Miguel Angel Rojas, Pieter Hugo, Michel Vanden Eeckhoudt, Xavier Barral, John Davis, Antoine Gonin, Thabiso Sekgala, Philippe Chancel, Raphaël Dallaporta, Alain Willaume, Cedric Nunn, Santu Mofokeng, Harry Gruyaert, Jo Ractliffe, Zanele Muholiová, Patrick Tourneboeuf, Thibaut Cuisset, Antoine Cairns, Jean-Louis Courtinat, Christina de Middel, Stéphane Couturier, Frédéric Nauczyciel, Jacques Henri Lartigue, Pierre Jamet, Raynal Pellicer, Studio Fouad nebo Erik Kessels.
Vítězové cen:
- Cenu Objev roku získali Yasmine Eid-Sabbagh a Rozenn Quéré
- Cenu za autorskou knihu získal Anticorps: Antoine d’Agata (Xavier Barral & Le Bal, 2013)[29]
- Historical Book Award získala brazilská umělkyně Rosângela Rennó (autorské vydání, 2013)

### 2012
École nationale supérieure de la photographie, Josef Koudelka, Amos Gitai, Klavdij Sluban & Laurent Tixador, Arnaud Claass, Grégoire Alexandre, Édouard Beau, Jean-Christophe Béchet, Olivier Cablat, Sébastien Calvet, Monique Deregibus & Arno Gisinger, Vincent Fournier, Marina Gadonneix, Valérie Jouve, Sunghee Lee, Isabelle Le Minh, Mireille Loup, Alexandre Maubert, Mehdi Meddaci, Collection Jan Mulder, Alain Desvergnes, Olivier Metzger, Joséphine Michel, Erwan Morère, Tadashi Ono, Bruno Serralongue, Dorothée Smith, Bertrand Stofleth & Geoffroy Mathieu, Pétur Thomsen, Jean-Louis Tornato, Aurore Valade, Christian Milovanoff

### 2011
Chris Marker, New York Times, Robert Capa, Wang Qingsong, Dulce Pinzon, JR, ...

### 2010
Ernst Haas, Peter Fischli & David Weiss, Jean Pigozzi,  Hans-Peter Feldmann, Marin Karmitz Collection, Claude Gassian, Michel Campeau, Luke Fowler, Anne Collier, Liz Deschenes, Roe Ethridge, Zhang Dali, Augusto Ferrari, Marlo Pascual, Gilad Ratman, Solmaz Shahbazi,Shannon Ebner, Kazuo Shinohara, Taryn Simon, Trisha Donnelly, Darius Khondji, Annette Kelm, Paolo Woods, Isabel Muñoz, ...
Na kolektivní výstavě osmdesáti studentů čtyřicetiosmi fotografických a uměleckých škol z pětadvaceti různých zemí, kterou pod názvem ReGeneration2  připravila švýcarská kurátorka Nathalie Herschdorfer v budově konventu Saint-Césaire, byly zastoupeny práce české fotografky Terezy Vlčkové z cyklu Two (Dvojice) a slovenská fotografka Lucia Nimcová se zúčastnila se svým cyklem Unofficial (Neoficiální).

### 2009
Robert Delpire, Willy Ronis, Jean-Claude Lemagny, Lucien Clergue, Elger Esser, Roni Horn, Duane Michals, Nan Goldin (invitée d'honneur), Brian Griffin, Naoya Hatakeyama, JH Engström, David Armstrong, Eugene Richards, Martin Parr, Paolo Nozolino, …

### 2008
Charles Fréger představil cyklus snímků vojáků v různých archaických uniformách královských, papežských či prezidentských gard. Mezi dalšími vystavujícími byli například Richard Avedon, Grégoire Alexandre, Joël Bartoloméo, Achinto Bhadra, Jean-Christian Bourcart, Samuel Fosso, Pierre Gonnord, Françoise Huguier, Grégoire Korganow, Peter Lindbergh, Guido Mocafico, Henri Roger, Paolo Roversi, Joachim Schmid, Georges Tony Stoll, Patrick Swirc, Tim Walker nebo Vanessa Winshipová.

### 2007
Výročí 60 let agentury Magnum Photos, Pannonica de Koenigswater, Le Studio Zuber, Collections d’Albums Indiens de la Collection Alkazi, Alberto Garcia-Alix, Raghu Rai, Dayanita Singh, Nony Singh, Sunil Gupta, Anay Mann, Pablo Bartholomew, Bharat Sikka, Jeetin Sharma, Siya Singh, Huang Rui, Gao Brothers, RongRong & inri, Liu Bolin, JR, …

### 2006
Americká fotografie z francouzských sbírek, Robert Adams, Cornell Capa, Gilles Caron, Don McCullin, Guy Le Querrec, Susan Meiselas, Julien Chapsal, Michael Ackerman, David Burnett, Lise Sarfati, Sophie Ristelhueberová, Dominique Issermann, Jean Gaumy, Daniel Angeli, Paul Graham, Claudine Doury, Jean-Christophe Bechet, David Goldblatt, Anders Petersen, Philippe Chancel, Meyer, Olivier Culmann, Gilles Coulon, …

### 2005
Collection William M. Hunt, Miguel Rio Branco, Thomas Dworzak, Alex Majoli, Paolo Pellegrin, Ilkka Uimonen, Barry Frydlender, David Tartakover, Michal Heiman, Denis Rouvre, Denis Darzacq, David Balicki, Joan Fontcuberta, Sarah Moon, Christer Strömholm, Keld Helmer-Petersen, …
Český fotograf Miroslav Tichý získal v tomto ročníku cenu "Prix de la découverte" (Cena za objev). Jeho práce byly vystaveny v prostorách Magasin des Ateliers.

### 2004
Dayanita Singh, Les archives du ghetto de Lodz, Stephen Gill, Oleg Kulik, Arsen Savadov, Keith Arnatt, Raphaël Dallaporta, Matsue Taiji, Tony Ray-Jones, Kanemura Osamu, Kawauchi Rinko, Chris Killip, Chris Shaw, Kimura Ihei, Neeta Madahar, Frank Breuer, Hans van der Meer, James Mollison, Chris Killip, Mathieu Pernot, Paul Shambroom, Katy Grannan, Lucien Clergue, AES + F, György Lörinczy, …

### 2003
Collection Claude Berri, Lin Tianmiao & Wang Gongxin, Xin Danwen, Gao Bo, Shao Yinong & Mu Chen, Hong Li, Hai Bo, Chen Lingyang, Ma Liuming, Hong Hao, Naoya Hatakeyama, Roman Opalka, Jean-Pierre Sudre, Suzanne Lafontová, Corinne Mercadier, Adam Bartos, Marie Le Mounier, Yves Chaudouët, Galerie VU’, Harry Gruyaert, Vincenzo Castella, Alain Willaume, François Halard, Donovan Wylie, Jérôme Brézillon & Nicolas Guiraud, Jean-Daniel Berclaz, Monique Deregibus, Youssef Nabil, Tina Barneyová, …

### 2002
Guillaume Herbaut, Baader Meinhof, Astrid Proll, Josef Koudelka, Gabriele Basilico, Rineke Dijkstra, Lise Sarfati, Jochen Gerz, Collection Ordoñez Falcon, Larry Sultan, Alex Mac Lean, Alastair Thain, Raeda Saadeh, Zineb Sedira, Serguei Tchilikov, Jem Southam. Alexey Titarenko, Andreas Magdanz, Sophie Ristelhueber, …

### 2001
Luc Delahaye, Patrick Tosani, Stéphane Couturier, David Rosenfeld, James Casebere, Peter Lindbergh, …

### 2000
Tina Modottovái, Jakob Tuggener, Peter Sakaer, Masahisa Fukase, Herbert Matter, Robert Heinecken, Jean-Michel Alberola, Tom Drahaos, Willy Ronis, Frederick Sommer, Lucien Clergue, Sophie Calle, …

### 1999
Lee Friedlander, Walker Evans, …

### 1998
David La Chapelle, Herbert Spring, Mike Disfarmer, Francesca Woodman, Federico Patellani, Massimo Vitali, Dieter Appelt, Samuel Fosso, Urs Lu.thi, Pierre Molinier, Yasumasa Morimura, Roman Opalka, Cindy Sherman, Sophie Weibel, …

### 1997
Collection Marion Lambert, Eugene Richards, Mathieu Pernot, Aziz + Cucher, Jochen Gerz, Antoni Muntadas, Richard Terré, …

### 1996
Ralph Eugene Meatyard, William Wegman, Grete Stern, Paolo Gioli, Nancy Burson, John Stathatos, Sophie Calle, Luigi Ghirri, Pierre Cordier, …

### 1995
Alain Fleischer, Roger Ballen, Noda, Toyoura, Slocombe, Nam June Paik, France Bourély. …

### 1994
Andres Serrano, Roger Pic, Marc Riboud, Bogdan Konopka, Sarah Moon, Pierre et Gilles, Marie-Paule Nègre, Edward Steichen et Josef Sudek, Robert Doisneau, André Kertész, …

### 1993
Richard Avedon, Larry Fink, Ernest Pignon-Ernest, Cecil Beaton, Raymonde April, Koji Inove, Louis Jammes, Eiichiro Sakata, …

### 1992
Don McCullin, Dieter Appelt, Béatrix Von Conta, Denise Colomb, José Ortiz-Echagüe, Wout Berger, Thibaut Cuisset, Knut W. Maron, John Statathos, Stanislaw lgnacy Witkiewicz, …
Mezi více než deseti autory na kolektivní výstavě k poctě předčasně zesnulého francouzského spisovatele a fotografa Hervé Guiberta (1955–1991), kterou pod názvem "Hervé Guibert – Dialogue d'image" par Hans Georg Berger připravil belgický publicista a historik fotografie Alain D'Hooghe, byly vystaveny i fotografie českého fotografa Romana A. Muselíka. Dalšími vystavujícími byli Hans Georg Berger, Javier Vallhonrat, Jo Brunenberg, Frank Horvat, Marti Llorens, Marina Cox, Jordi Guillumet, Karen Knorr, Pierre et Gilles, Zimbaldi, Carez. Výstava se konala v prostorách Librairie Actes Sud (Espace du Méjan). 

### 1991
Tina Modottová, Edward Weston, Graciela Iturbide, Martín Chambi, Sergio Larrain, Sebastiao Salgado, Juan Rulfo, Miguel Rio Branco, Eric Poitevin, Alberto Schommer, …

### 1990
Volker Hinz, Erasmus Schröter, Stéphane Duroy, Raymond Depardon, Frédéric Brenner,…
Na kolektivní výstavě La Tchécoslovaquie à Arles / Czechoslovakia in Arles s podtitulem Portraits, mise en scène, identité / Portraits, staging, identity v Palais de l'Archevêché se představili čeští a slovenští fotografové mladé generace –  Gábina Fárová, Tono Stano, Pavel Mára, Ivan Pinkava, Miro Švolík, Robert V. Novák, Kamil Varga, Peter Župník, Jan Reich, Šimon Caban, Pavel Hečko a Jan Pohribný. Výstava byla uspořádána ve spolupráci s Christianem Caujolle a agenturou Vu.
Na druhé výstavě Femme seductrice, femme fatale / Seductive Woman, Femme Fatale vystavovali František Drtikol spolu s Janem Saudkem. Kurátorem byl Alain Sayag.

### 1989
Robert Frank, Pierre de Fenoyl, John Phillips, Benjamin Kanarek, Nick Knight, Jean-Baptiste Modino, Stéphane Sednaoui, Max Vadukul, Javier Valhonrat, Christian Boltanski, Annette Messager, Cristina Garcia Rodero, Hervé Gloaguen, Philippe Bazin, Eduardo Masferré, Pierre de Vallombreuse, John Demos, Elizabeth Sunday,…

### 1988
Germaine Krull, Bruce Weber, Henri Alekan, Ling Fei, Shia Yong Lee, Gao Yuan, Chen Bao Cheng, Zhang Hai Er, Magnum en Chine,…

### 1987
Brian Griffin, Dominique Issermann, Max Vadukul, Gabriele Basilico, Paul Graham, Nan Goldinová, Thomas Florschuetz, Gianni Berengo Gardin,…

### 1986
Collection Graham Nash, Annie Leibovitzová, Sebastiao Salgado, Martin Parr, Robert Doisneau, Paulo Nozolino, Ugo Mulas, Bruce Gilden, Georges Rousse, Peter Knapp, Max Pam, Miguel Rio Branco, Michelle Debat, Andy Summers, Baron Wolman,…

### 1985
David Hockney, Fritz Gruber, Franco Fontana, Milton Rogovin, Gilles Peress, Jane Evelyn Atwoodová, Eugene Richards, Sebastiao Salgado, Robert Capa, Lucien Hervé, …

### 1984
Jean Dieuzaide, Marilyn Bridges, Mario Giacomelli, Joyce Tenneson, Luigi Ghirri, Albato Guatti, Mario Samarughi, Arman, Raoul Ubac,…

### 1983
Robert Rauschenberg, Bruce Davidson, Georges Glasberg, Bruno Heitz, Paul Henricksen, David Maestro, Jacques Pugin, Alix Cléo Roubaud, Albert Rudomine, Bernard Xavier Vailhen, Verena Von Gagern, …
Proběhla také výstava současné československé fotografie Photographie tchécoslovaque contemporaine (Génération des années 70), kde bylo zastoupeno 17 českých fotografů generace 70. let (narozených převážně ve 40. letech). Vystavovali Jan Ságl, Jan Reich, Pavel Štecha, Jiří Poláček, Jaroslav Beneš, Dušan Pálka, Jaroslav Bárta, Viktor Kolář, Pavel Baňka, Dušan Šimánek, Miroslav Machotka, Jaroslav Rajzík, Bohdan Holomíček, z mladších pak Iren Stehli, Štěpán Grygar a Jan Malý, nejstarší vystavující byl naopak Jan Saudek. V arleském Théâtre Antique byl promítán souhrnný medailon, který připravila Anna Fárová a Manfred Heiting. Výstava byla o rok později reprízována i v pražské výstavní síni Fotochema pod názvem Arles 83. Generace 70.

### 1982
Willy Zielke, Alexey Brodovitch, Henri Cartier-Bresson, Robert Frank, William Klein, Max Pam, Bernard Plossu,…

### 1981
Guy Bourdin, Steve Hiett, Art Kane, Cheyco Leidman, André Martin, Sarah Moon a Dan Weeks, François Kollar,…

### 1980
Willy Ronis, Arnold Newman, Jay Maisel, Chrisitan Vogt, Ben Fernandez, Julia Pirotte,…

### 1979
David Burnett, Mary Ellen Marková, Jean-Pierre Laffont, Abbas, Pedro Meyer, Yves Jeanmougin, Manuel Alvarez Bravo,…

### 1978
Lisette Modelová, Izis, William Klein, Hervé Gloaguen, Yan Le Goff, Serge Gal, Marc Tulane, Lionel Jullian, Alain Gualina,…

### 1977
Jednou ze tří čestných vystavených osobností se stal rok po své smrti český fotograf Josef Sudek (zbývajícími byli Gisèle Freund a Harry Callahan). Dále tu měl samostatnou výstavu Jan Saudek.  
Will Mac Bride, Paul Caponigro, Neal Slavin, Max Waldman, Dennis Stock, Ron Benvenisti, P. Carroll, W. Christenberry, S. Ciccone, William Eggleston, R. Embrey, B. Evans, Ralph Gibson, D. Grégory, Frank Horvat, W. Krupsan, William Larson, U. Mark, Joel Meyerowitz, Stephen Shore, Neal Slavin, Lynn Sloan-Théodore, Joel Sternfeld, R. Wol, …

### 1976
Ernst Haas, Bill Brandt, Man Ray, Marc Riboud, Agentura Magnum Photos, Eikoh Hosoë, Judy Dater, Jack Welpott, Doug Stewart, Duane Michals, Leslie Krims, Bob Mazzer, Horner, S. Sykes, David Hurn, Mary Ellen Mark, René Groebli, Guy Le Querrec, …

### 1975
Agence Viva, André Kertész, Yousuf Karsh, Robert Doisneau, Lucien Clergue, Jean Dieuzaide, Ralph Gibson, Charles Harbutt, Tania Kaleya, Eva Rubinstein, Michel Saint Jean, Kishin Shinoyama, Hélène Théret, Georges Tourdjman, …

### 1974
Brassaï, Ansel Adams, Georges A. Tice, …

### 1973
Imogen Cunninghamová, Linda Connor, Judy Dater, Allan Porter, Paul Strand, Edward S. Curtis, …

### 1972
Hiro, Lucien Clergue, Eugène Atget, Bruce Davidson, …

### 1971
Pedro Luis Raota, Charles Vaucher, Olivier Gagliani, Steve Soltar, Judy Dater, Jack Welpott, Gordon Bennett, John Weir, Linda Connor, Neal White, Jean-Claude Gautrand, Jean Rouet, Pierre Riehl, Roger Doloy, Georges Guilpin, Alain Perceval, Jean-Louis Viel, Jean-Luc Tartarin, Frédéric Barzilay, Jean-Claude Bernath, André Recoules, Etienne-Bertrand Weill, Rodolphe Proverbio, Jean Dieuzaide, Paul Caponigro, Jerry Uelsmann, Heinz Hajek-Halke, Rinaldo Prieri, Jean-Pierre Sudre, Denis Brihat, …

### 1970
- Gjon Mili, …
- Edward Weston - Výstava Hommage à Edward Weston a uvedla film The Photographer (1948) od Willarda Van Dyka.
- Martin Boschet představil večerní show Edward Steichen, photographe na počest Edwarda Steichena.[41]